# Casa de Montmorency

Armas de la Casa Ducal de Montmorency.

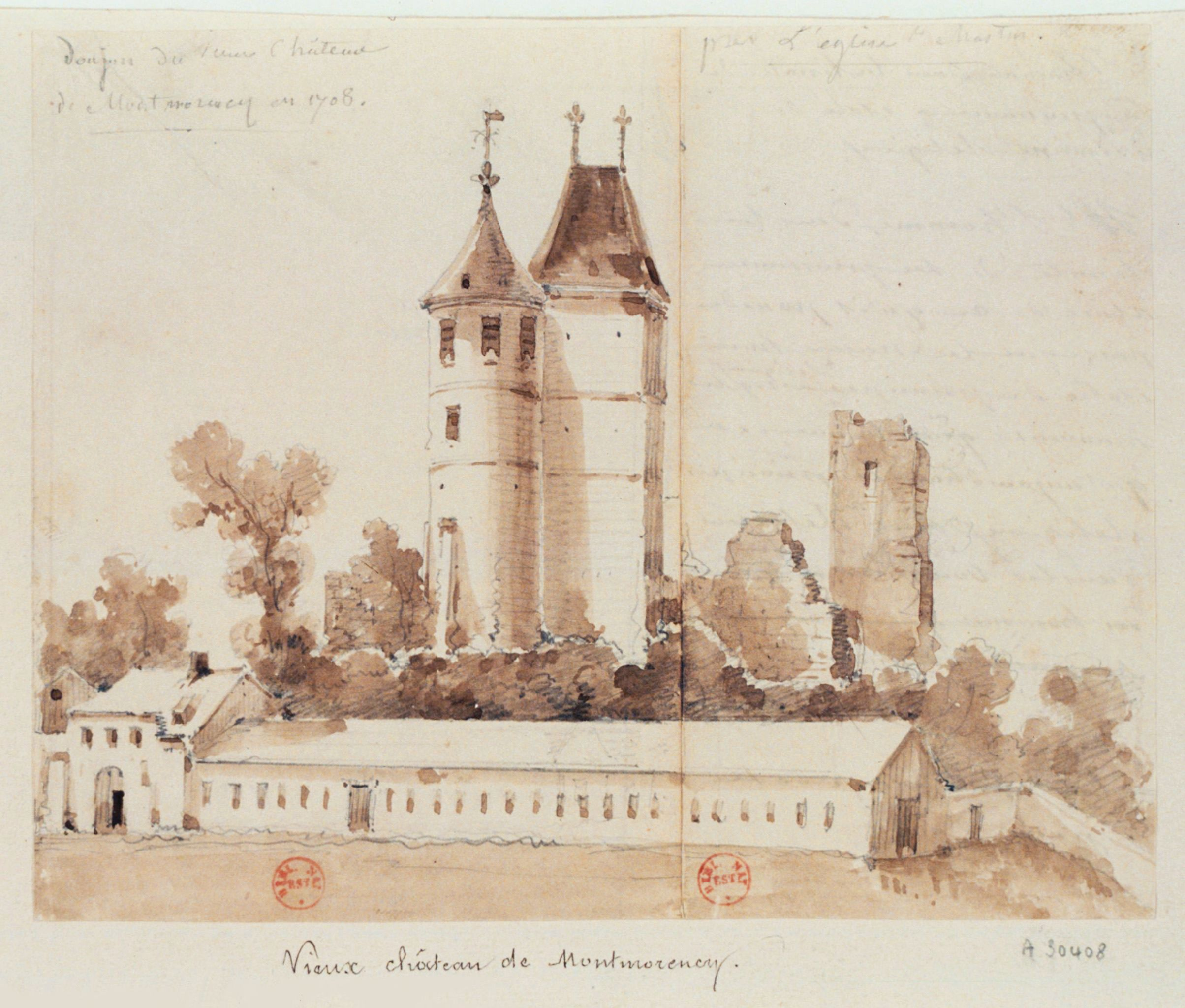
El antiguo castillo de Montmorency en 1708.

La Casa de Montmorency fue una de las más antiguas, ilustres y prestigiosas dinastías feudales de la alta nobleza francesa. Siempre fueron considerados en el primer lugar de la jerarquía nobiliaria de Francia, luego de la Casa Real. Fueron intitulados «Señores de Montmorency, por la gracia de Dios», «Primer Barón Cristiano» y «Primer Barón de Francia». El linaje toma su nombre del señorío feudal de Montmorency, en el actual departamento de Val d'Oise, al norte de París.
Estrechamente emparentados con la Casa Real, proporcionaron a Francia seis condestables, doce mariscales y cuatro almirantes de Francia, grandes oficiales de la corona, además de un cardenal de la Iglesia católica y un beato. También fueron agraciados por los reyes con los hábitos de las principales órdenes nobiliarias de Europa, como la orden de San Luis (Francia), de San Juan de Jerusalén (Malta), de la Jarretera (Inglaterra), Toisón de Oro (Austria/España), Carlos III (España), etc.

## Orígenes

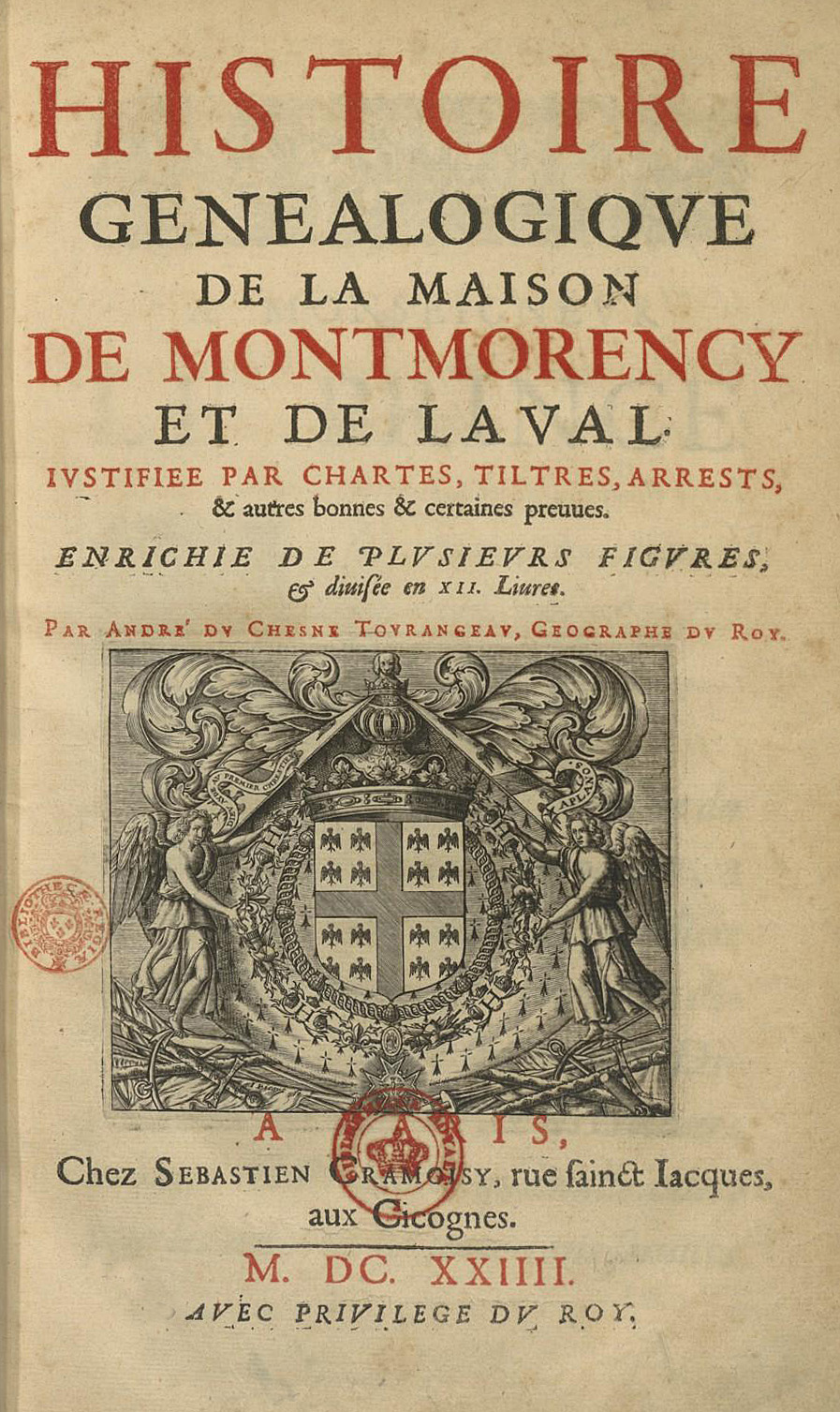
Histoire généalogique de la maison de Montmorency et de Laval por André du Chesne (1624).

Se conoce fehacientemente a los Montmorency desde el siglo X. Era entonces una familia arraigada en la región de Isla de Francia, cuyo dominio de las rutas que llevaban a París tuvo que ser combatido con paciencia por los reyes de Francia que deseaban extender el poder real. La sede de la familia fue el castillo de Montmorency, ubicado en la villa de este nombre, la que desde la Alta Edad Media ya constituía un Prebostazgo y una Castellanía.
La tradición cuenta que su primer antepasado, llamado Lisbius, noble franco, principal líder militar de París y compañero del rey Clodoveo I, fue el primer guerrero franco bautizado por el obispo de Reims, San Remigio. Esta leyenda estaba recogida en su divisa: «Dios ayude al Primer Barón Cristiano». El otro lema de la dinastía fue instituido por Guillermo de Montmorency, por la gracia de Dios, Barón y Señor de Montmorency: «Aplanos», palabra griega que en castellano quiere decir «sin error» o «sin variación» o «infalible».
Descendiente de Lisbius, según la tradición, fue Bouchard de Montmorency, Primer Señor de Montmorency por la gracia de Dios, quien vivía en el año 987.
Los títulos de Primer Barón Cristiano y de Primer Barón de Francia, del que podía enorgullecerse el jefe de esta casa, le proporcionó una cierta primacía entre la nobleza francesa, y un gran prestigio en toda la cristiandad.

## Principales representantes de la Casa de Montmorency

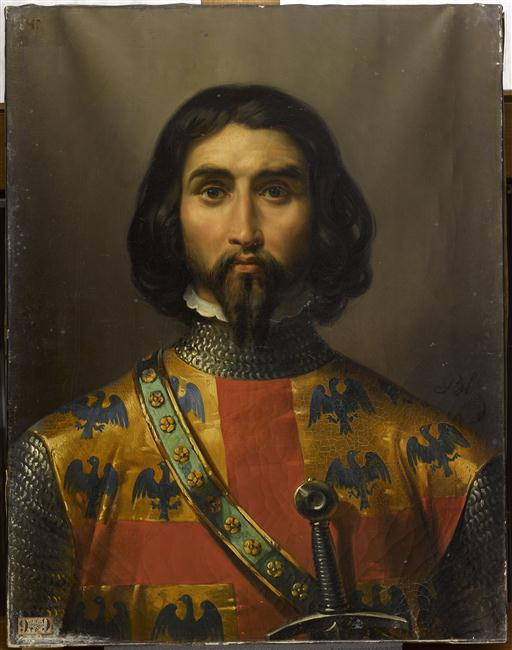
Charles I de Montmorency, Señor y Barón de Montmorency, Primer Barón Cristiano y Primer Barón de Francia.

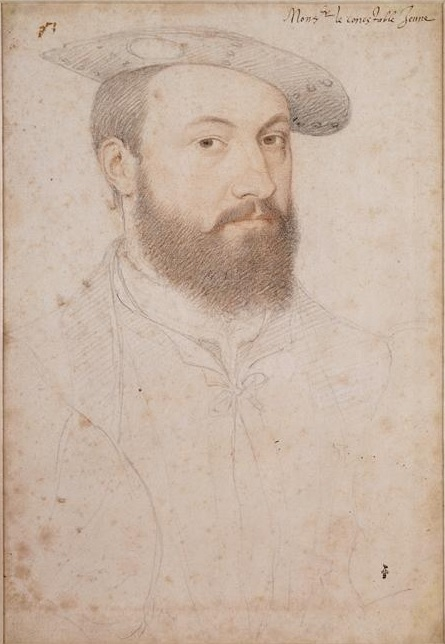
Anne de Montmorency, en 1530 por Jean Clouet.

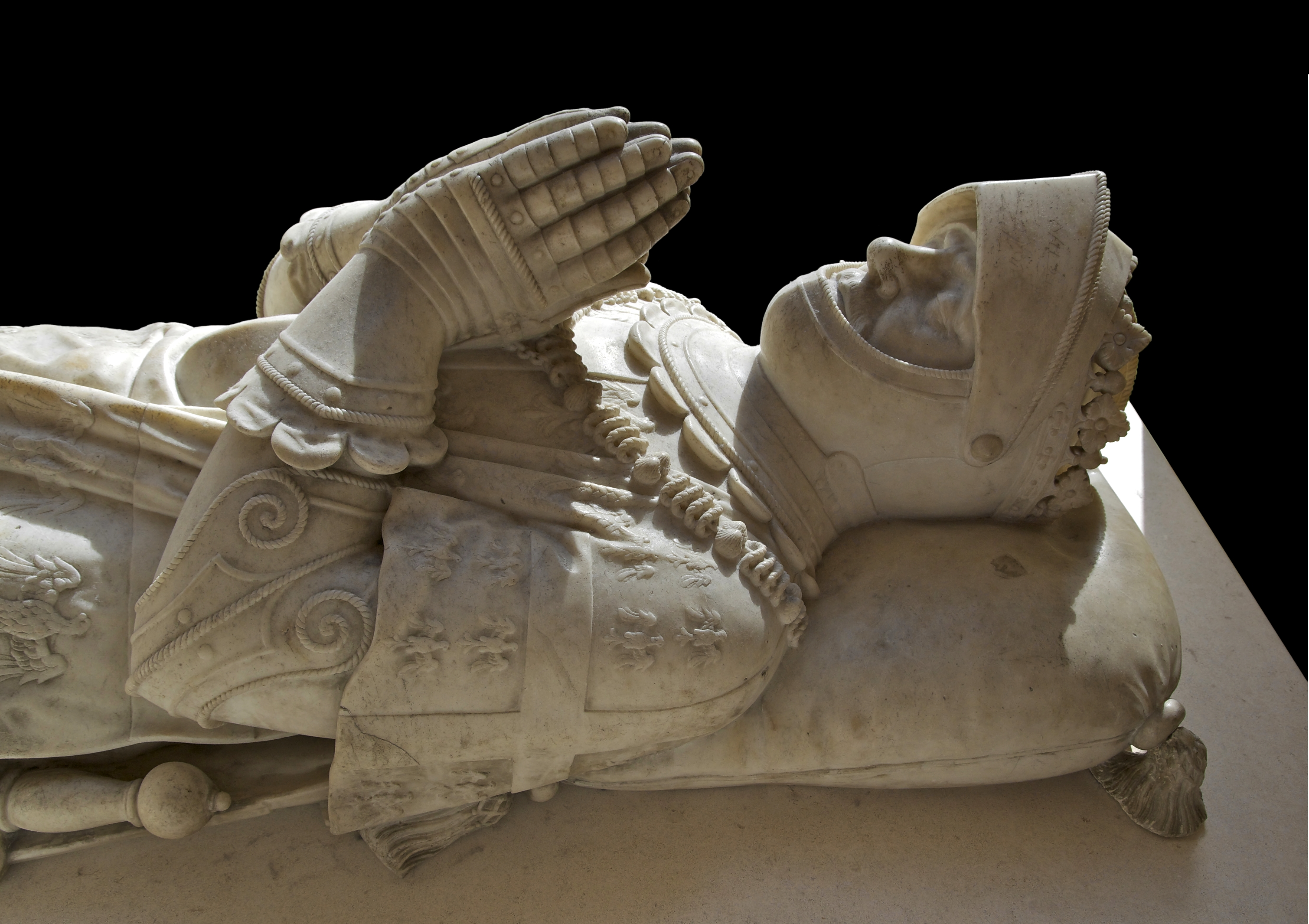
Estatua yacente de Anne de Montmorency, Duque de Montmorency, Museo del Louvre, París, Francia.

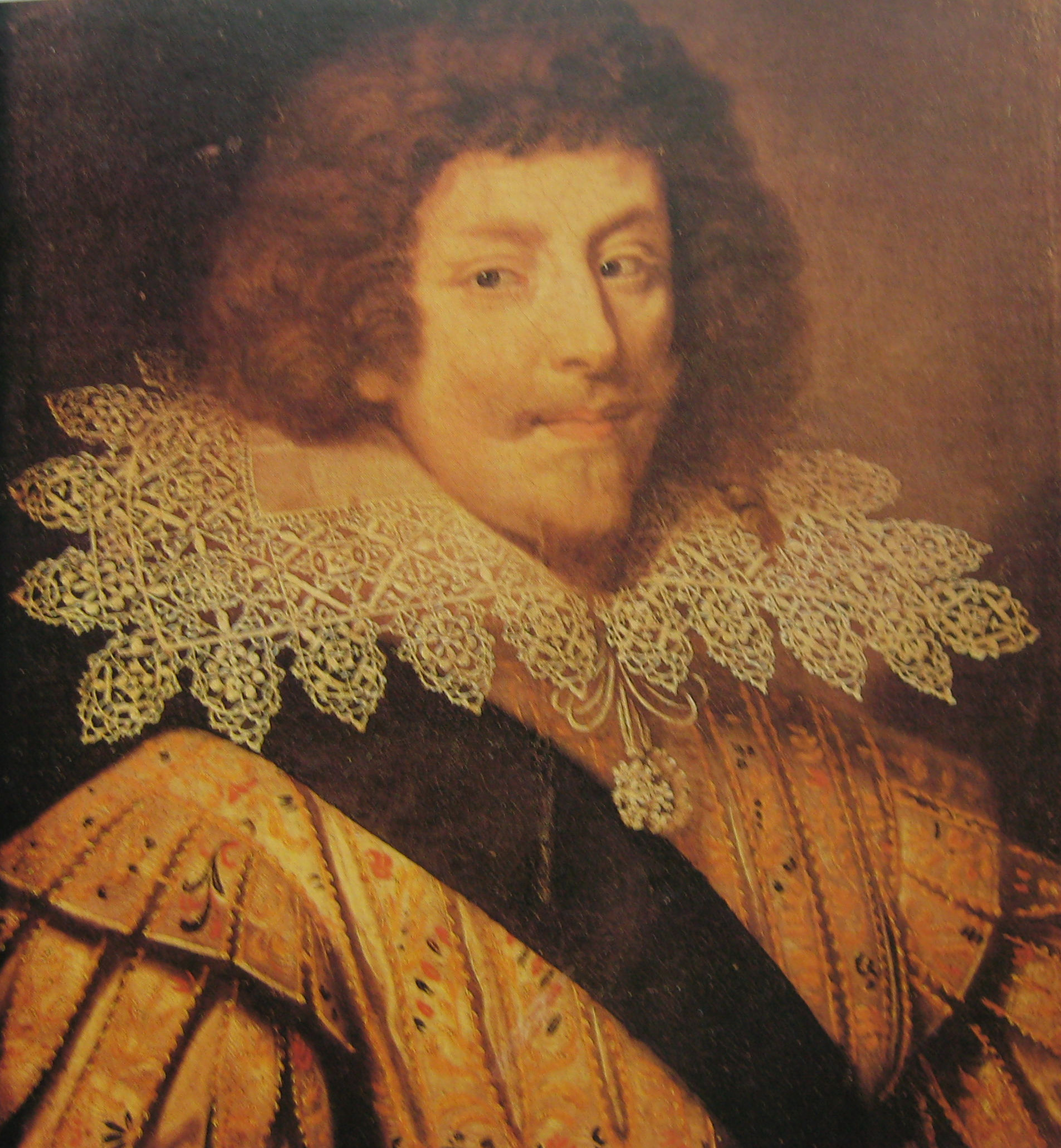
Enrique II de Montmorency.

Francisco Enrique de Montmorency-Luxemburgo.

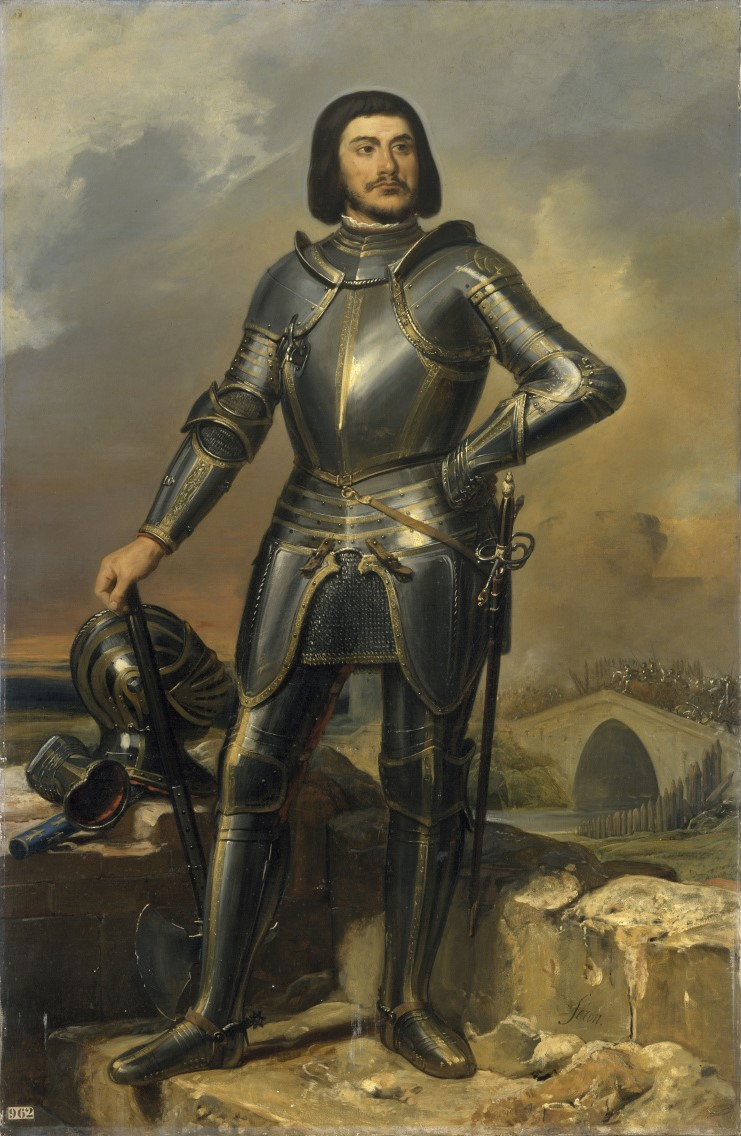
Retrato de Gilles de Rais.

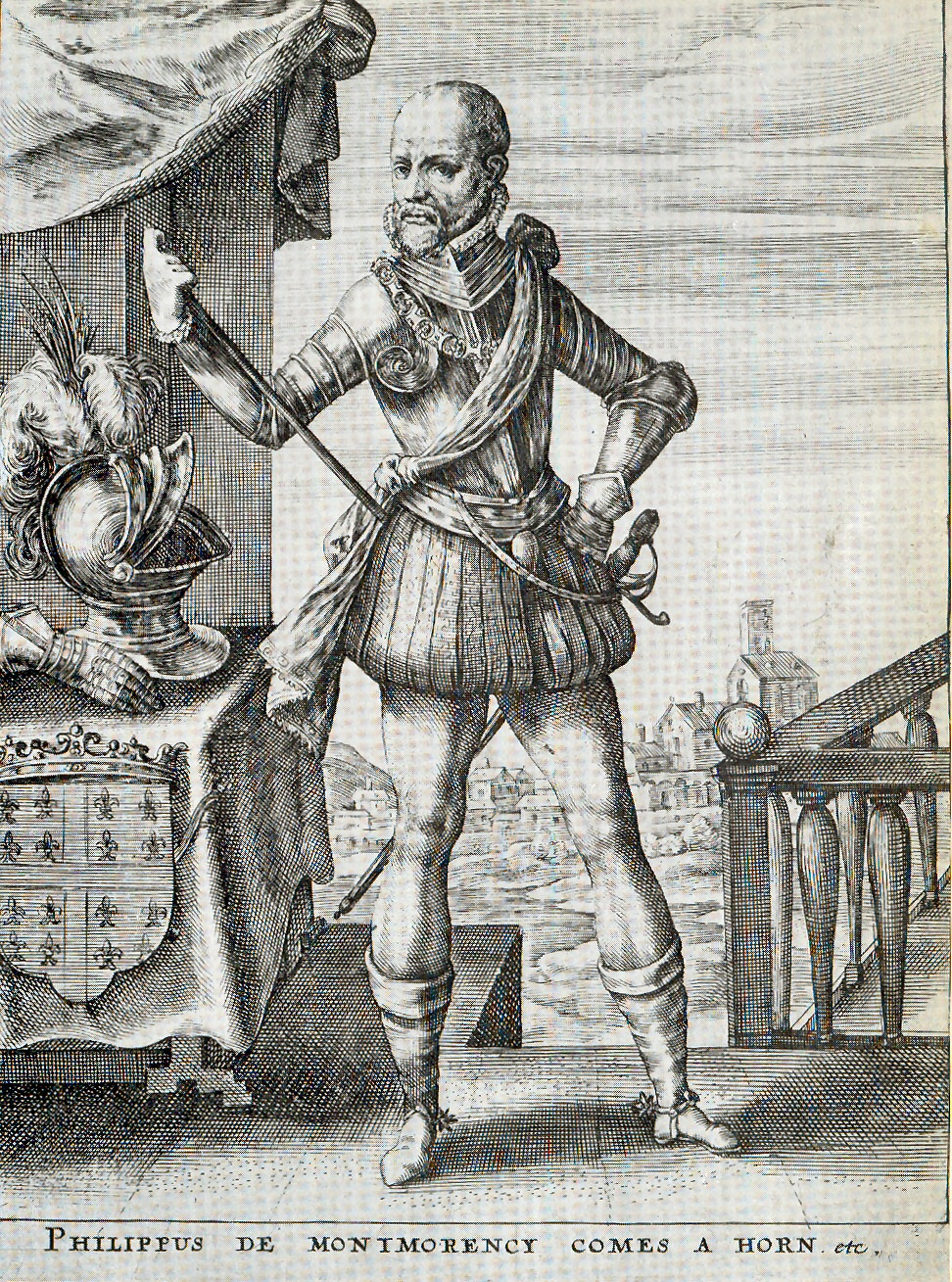
El Conde de Horn.

Numerosos miembros de esta familia, dividida en varias ramas, desempeñaron un papel importante en la Historia de Europa y de Francia.
- La tradición dice que como recuerdo de la batalla de Bouvines en 1214 en la que Mateo II de Montmorency, condestable de Francia, arrebató doce estandartes al ejército imperial llevado por el emperador Otón IV, el rey de Francia Felipe Augusto le autorizó a añadir doce águilas aladas a su escudo. Este importante hecho de armas explica las armas de los Montmorency, que llevan «oro con cruz de gules, y dieciséis águilas aladas de azur en las esquinas».
- Anne de Montmorency, mariscal de Francia y más adelante condestable de Francia (1537), ganó fama durante las guerras de Italia, y desempeñó un importante papel a principios del siglo XVI, que se movía entre el favor real y la rebelión abierta. Resultó mortalmente herido en la batalla de Saint-Denis (1567). Fue creado Duque de Montmorency en 1551, siendo el primer y más antiguo duque de Francia (aparte de la Casa Real), tanto por fecha de creación, como por orden de precedencia en la corte francesa.
- Felipe de Montmorency, también conocido como Conde de Horn, era hijo del primer matrimonio de Jeanne d'Egmont con Joseph de Montmorency. El título de conde de Horn le vino del segundo marido de su madre, Jean de Horn.
- Enrique II de Montmorency, almirante y mariscal de Francia, gobernador del Languedoc y virrey de Nueva Francia, ejecutado en 1632 por conspiración contra Richelieu. Las tierras del señorío de Montmorency pasaron entonces a la Casa de Condé. La muerte del duque de Montmorency, uno de los principales señores de su época fue un indicio de la afirmación del poder real ante la nobleza y marcó el final del feudalismo en Francia.
- Su sobrino, el mariscal de Luxemburgo, fue uno de los principales caudillos militares durante el siglo XVII, hasta el punto que se le apodó como el «tapicero de Notre-Dame», puesto que decoró la nave de la catedral de París con los estandartes tomados al enemigo por sus tropas.
- El Príncipe Anne-Édouard-Louis-Joseph de Montmorency-Beaumont-Luxembourg, III Duque de Beaumont, XII Príncipe de Luxembourg, Par de Francia Hereditario, X Príncipe de Tingry, Primer Barón Cristiano, Primer Barón de Francia, Senador Hereditario del Reino de Francia, Caballero de la Orden Española de Carlos III, último representante masculino de la dinastía en Francia, «ultimus familiare».

Entre los otros miembros de esta casa, se encuentra a la vez al tristemente famoso Gilles de Rais, compañero de Juana de Arco, mariscal de Francia (y más conocido por su apodo de Barba Azul), Monseñor Francisco de Montmorency-Laval, primer obispo de Nueva Francia y beatificado por Juan Pablo II y también el vizconde de Montmorency, Matías, quién en la noche del 4 de agosto de 1789 hizo votar la abolición de los privilegios.

## Principales cargos y servicios militares y civiles

### Casa Real de Francia

#### Condestables de Francia

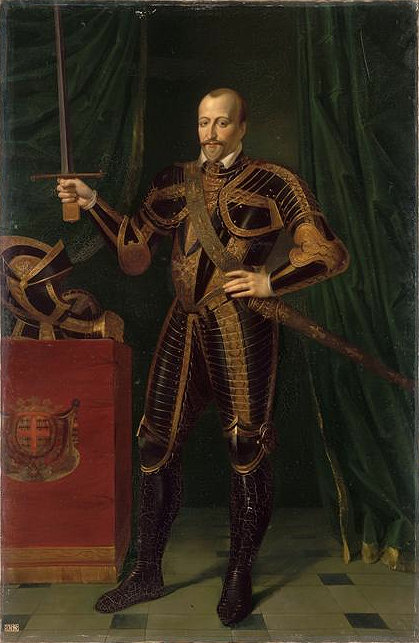
Henri I de Montmorency, II Duque de Montmorency, Condestable de Francia en 1593.

- 1. Albéric de Montmorency, Condestable de Francia en 1060, siendo el primero en ostentar este altísimo cargo bajo los primeros reyes de la dinastía capeta.
- 2. Thibault I de Montmorency, Condestable de Francia en 1083.
- 3. Mathieu I de Montmorency, Señor de Montmorency, Condestable de Francia en 1138.
- 4. Mathieu II de Montmorency, llamado “El Grande”, Señor de Montmorency, Condestable de Francia en 1218, héroe de la batalla de Bouvines en 1214.
- 5. Anne de Montmorency, Señor, Barón y I Duque de Montmorency, Condestable de Francia en 1538.
- 6. Henri I de Montmorency, II Duque de Montmorency, Condestable de Francia en 1593.

#### Condestables hereditarios de Normandía
- 1. Charles I Frédéric de Montmorency-Luxembourg, VI Duque de Piney-Luxembourg, Príncipe soberano de Aigremont, Condestable hereditario de Normandía en 1726.
- 2. Charles II Fréderic de Montmorency-Luxembourg, VIII Duque de Piney-Luxembourg, II Duque de Montmorency, Príncipe soberano de Aigremont, Condestable hereditario de Normandía en 1726.
- 3. Anne-Léon II de Montmorency-Luxembourg, III Duque de Montmorency, Primer Barón Cristiano y Primer Barón de Francia, Condestable hereditario de Normandía en 1764.
- 4. Anne-Louis-Charles-François de Montmorency-Tancarville, IV duque de Montmorency, príncipe de Montmorency-Tancarville, grande de España de primera clase, condestable hereditario de Normandía.

#### Almirantes de Francia
- 1. Mathieu IV de Montmorency, señor de Montmorency, Almirante de Francia en 1295.
- 2. André de Montmorency-Laval, Señor de Lohéac, Almirante de Francia en 1437.
- 3. Charles de Montmorency, Duque de Damville, Almirante de Franci en 1596.
- 4. Henri II de Montmorency, Duque de Montmorency y de Damville, Almirante de Francia en 1612.

#### Vicealmirantes de Francia

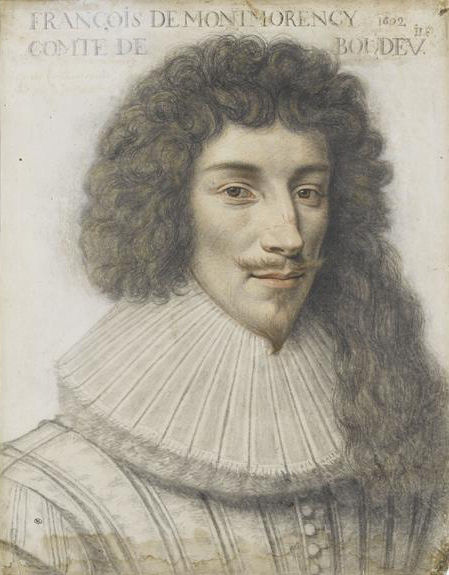
François de Montmorency-Bouteville.

- 1. Louis de Montmorency-Bouteville, Conde soberano de Luxe, Conde de Bouteville, Vicealmirante de la Real Armada francesa.
- 2. François de Montmorency-Bouteville, Conde soberano de Luxe, Conde de Bouteville, Vicealmirante de la Real Armada francesa.
- 3. Henri de Montmorency-Bouteville, Vicealmirante de la Real Armada francesa en 1614.

#### Mariscales de Francia

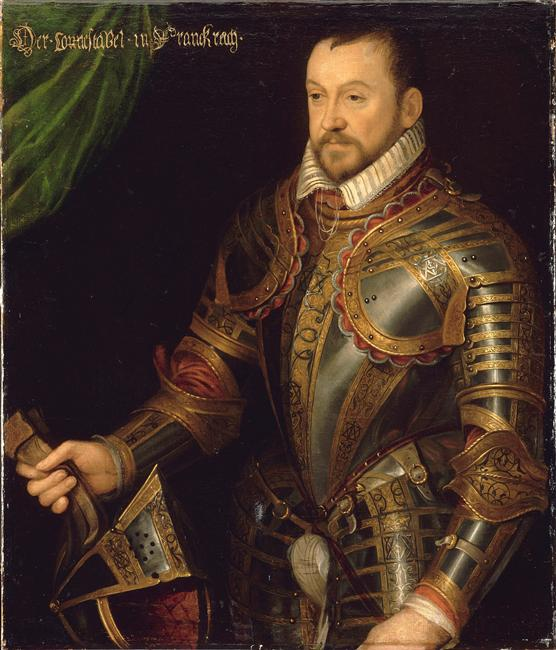
François de Montmorency, Duque de Montmorency y Mariscal de Francia.

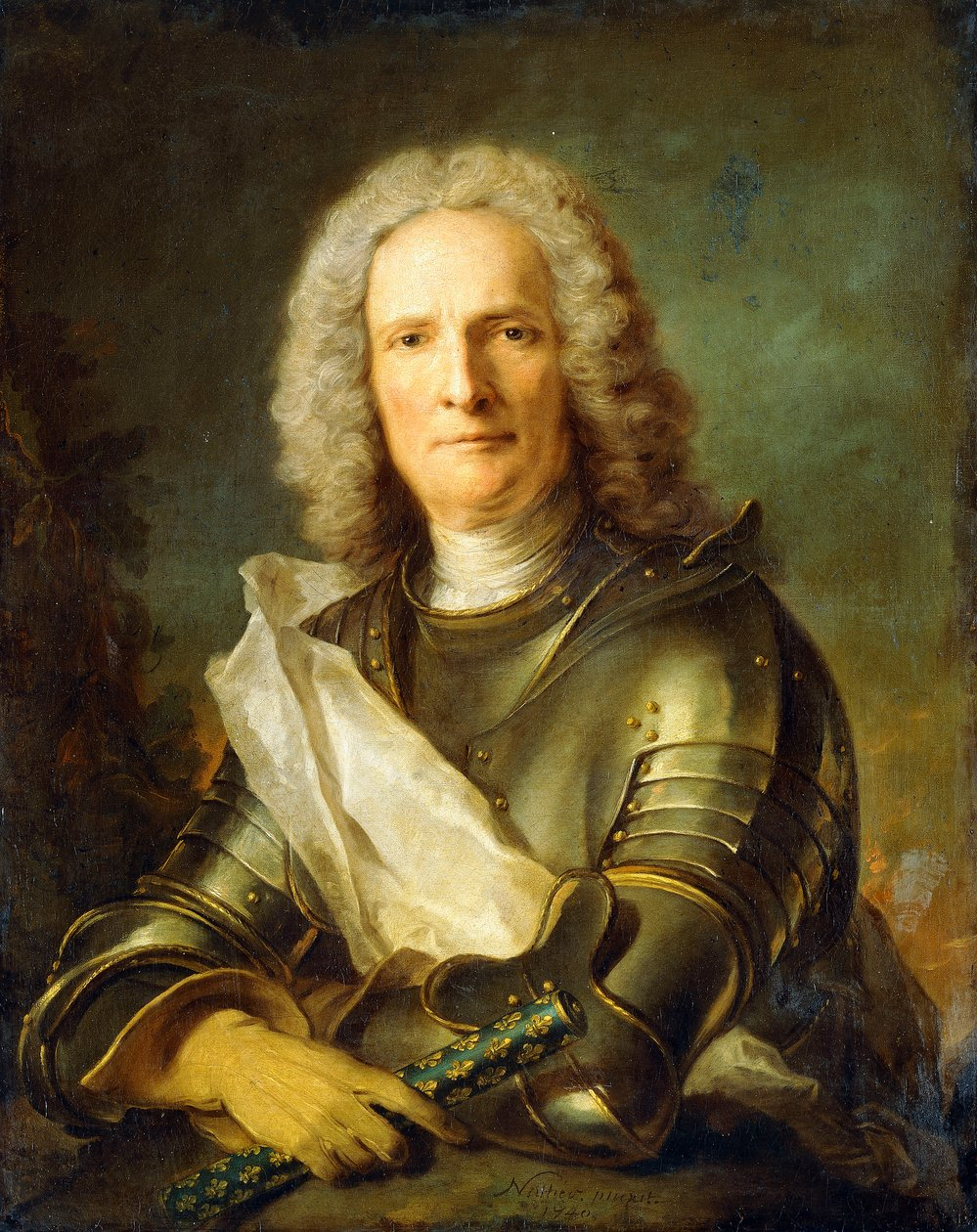
Cristián Luis de Montmorency-Luxemburgo, Mariscal de Francia.

- 1. Charles I de Montmorency, Señor de Montmorency, Mariscal de Francia en 1343. Padrino de bautismo de S.M. el Rey Carlos VI de Francia.
- 2. André de Montmorency-Laval, Señor de Lohéac, Mariscal de Francia en 1439.
- 3. Gilles de Montmorency-Laval, Barón de Rais, Mariscal de Francia en el siglo XV.
- 4. Anne de Montmorency, Señor, Barón y I Duque de Montmorency, Mariscal de Francia en 1522.
- 5. François de Montmorency, Duque de Montmorency, Mariscal de Francia en 1559, quien abandonó el puesto de gobernador de París pocos días antes de la Masacre de San Bartolomé.
- 6. Henri I de Montmorency, II Duque de Montmorency, Mariscal de Francia en 1566.
- 7. Urbain I de Montmorency-Laval, Marqués de Bois-Dauphin, Mariscal de Francia en 1597.
- 8. Henri II de Montmorency, Duque de Montmorency y de Damville, Mariscal de Francia en 1637.
- 9. François-Henri de Montmorency-Luxembourg, Duque de Luxembourg, Mariscal de Francia en 1675.
- 10. Christian-Louis de Montmorency-Luxembourg, Príncipe de Tingry, Mariscal de Francia en 1734.
- 11. Guy-Claude-Roland de Montmorency-Laval, conde de Laval, Mariscal de Francia en 1747.
- 12. Charles-François-Frédéric de Montmorency-Luxembourg, Duque de Luxembourg, Mariscal de Francia en 1757.
- 13. Guy-André-Pierre de Montmorency-Laval, Duque de Laval, General del Real Ejército francés, Mariscal de Francia en 1783.

#### Capitanes de las Guardias de Corps de S.M. el Rey de Francia
- 1. François-Henri de Montmorency-Luxembourg, Duque de Luxembourg, Capitán y Jefe de Cuerpo de la 3.ª Compañía de Guardias de Corps de S.M. el Rey de Francia en 1673.
- 2. Charles II Fréderic de Montmorency-Luxembourg, VIII Duque de Piney-Luxembourg, II Duque de Montmorency, Príncipe soberano de Aigremont, Capitán Jefe de Cuerpo de la 4.ª Compañía de Guardias de Corps de S.M. el Rey de Francia (1750-1764).
- 3. Anne-François de Montmorency-Luxembourg, Duque de Montmorency, Conde de Tancarville, Capitán Jefe de Cuerpo de la Guardia de Corps de S.M. el Rey de Francia. Hijo del anterior.
- 4. Charles-François-Christian de Montmorency-Beaumont-Luxembourg, I Duque de Beaumont, Conde soberano de Luxe, Príncipe de Tingry, Duque de Luxembourg, Capitán Jefe de Cuerpo de la 4.ª Compañía de Guardias de Corps de S.M. el Rey de Francia (1764-1784).
- 5. Anne-Paul-Emmanuel-Sigismond de Montmorency-Luxembourg, Príncipe de Luxembourg, General del Real Ejército francés, Capitán Jefe de Cuerpo de la 4.ª Compañía de Guardias de Corps de S.M. el Rey de Francia (1784-1790).
- 6. Anne-Christian de Montmorency-Beaumont-Luxembourg, II Duque de Beaumont, Par de Francia, Duque de Luxembourg, Príncipe de Tingry, Capitán Jefe de Cuerpo de la 4.ª Compañía de Guardias de Corps de S.M. el Rey de Francia en 1790.
- 7. Charles-Emmanuel-Sigismond de Montmorency-Luxembourg, Duque de Luxembourg, Par de Francia, Capitán Jefe de Cuerpo de la 4.ª Compañía de Guardias de Corps de S.M. el Rey de Francia.

#### Senadores hereditarios de la Cámara de los Pares de Francia
- 1. Anne-Charles-François de Montmorency-Fosseux, Duque de Montmorency, Marqués de Fosseux, Primer Barón Cristiano, Primer Barón de Francia, Par de Francia en 1814 y senador hereditario de la Cámara de los Pares de Francia.
- 2. Charles-Emmanuel-Sigismond de Montmorency-Luxembourg, Duque de Luxembourg, General del Real Ejército francés, Par de Francia en 1814 , Capitán Jefe de Cuerpo de la 4.ª Compañía de Guardias de Corps de S.M. el Rey de Francia y senador hereditario de la Cámara de los Pares de Francia.
- 3. Anne-Christian de Montmorency-Beaumont-Luxembourg, II Duque de Beaumont, Par de Francia, Duque de Luxembourg, Príncipe de Tingry, Par de Francia en 1814 , Capitán Jefe de Cuerpo de la 4.ª Compañía de Guardias de Corps de S.M. el Rey de Francia y senador hereditario de la Cámara de los Pares de Francia.
- 4. Anne-Édouard-Louis-Joseph de Montmorency-Beaumont-Luxembourg, III Duque de Beaumont, X Príncipe de Tingry, XII Duque de Luxembourg, Par de Francia en 1814 y senador hereditario de la Cámara de los Pares de Francia, sucediendo a su padre.
- 5. Mathieu-Jean-Félicité de Montmorency-Laval, Duque de Laval, General del Real Ejército francés, Par de Francia en 1815, Senador hereditario de la Cámara de los Pares de Francia.
- 6. Anne-Adrien-Pierre de Montmorency-Laval, príncipe y duque de Laval, primer barón Cristiano, duque de San Fernando Luis, grande de España de primera clase, caballero del Toisón de Oro, general del Real Ejército francés, par de Francia en 1817, senador hereditario de la Cámara de los Pares de Francia.
- 7. Anne-Alexandre-Marie-Sulpice-Joseph de Montmorency-Laval, Duque de Laval, General del Real Ejército francés, Par de Francia en 1814, Senador hereditario de la Cámara de los Pares de Francia.
- 8. Anne-Louis-Christian de Montmorency-Robecq, Príncipe de Robecq, Conde de Tancarville, Par de Francia en 1827, Senador hereditario de la Cámara de los Pares de Francia.

#### Grandes Maestres de Francia

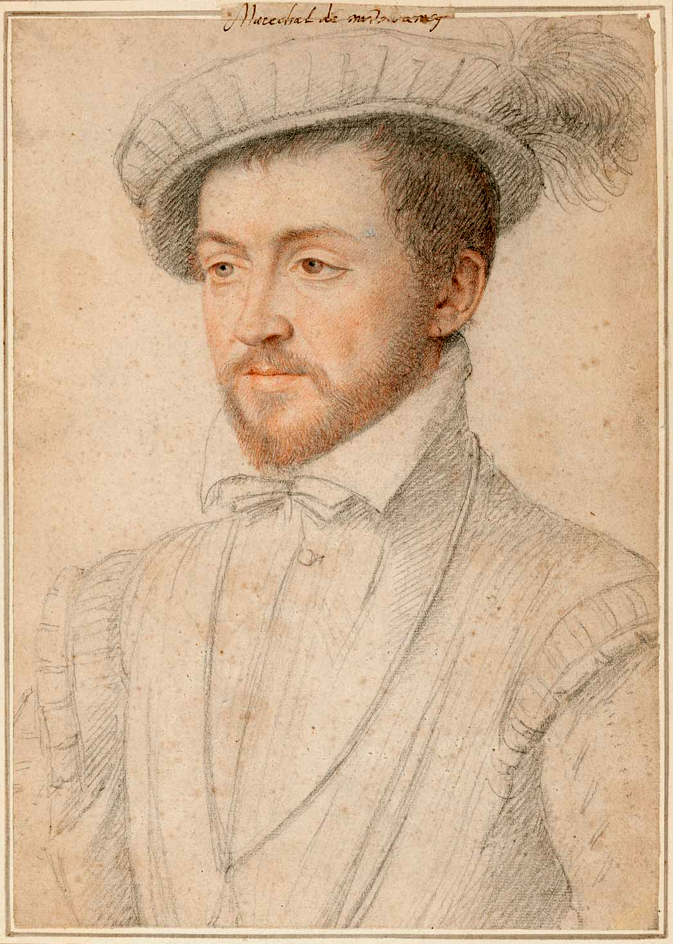
Retrato de Francisco de Montmorency, Duque de Montmorency y Gran Maestre de Francia.

- 1. Anne de Montmorency, Señor, Barón y I Duque de Montmorency, Gran Maestre de Francia en 1525.
- 2. François de Montmorency, Duque de Montmorency y Gran Maestre de Francia en 1558.

#### Mayordomos de la Casa de S.M. el Rey de Francia
- 1. Claude de Montmorency-Fosseux, Señor de Fosseux, Consejero de Mayordomo de la Casa de S.M. el Rey Francisco I de Francia.

#### Grandes Chambelanes de Francia
- 1. Mathieu II de Montmorency-Marly, Gran Chambelán de Francia en 1272.
- 2. Mathieu IV de Montmorency, llamado “El Grande”, Señor de Montmorency, Gran Chambelán de Francia.
- 3. Jean II de Montmorency, Señor de Montmorency, Gran Chambelán de Francia en 1425.
- 4. Guy IX de Montmorency-Laval, Señor de Loué, Gran Chambelán de Francia en el siglo XV.
- 5. Anne de Montmorency-Fosseux, Barón de Fosseux, Marqués de Thury, Gran Chambelán de Francia en el siglo XVI.

#### Chambelanes de S.M. el Rey de Francia
- 1. Jacques I de Montmorency, Primer Barón Cristiano, Primer Barón de Francia, XVI Señor de Montmorency, Consejero y Chambelán de S.M. el Rey Carlos VI de Francia.
- 2. Guy IX de Montmorency-Laval, Señor de Loué, Gran Chambelán de S.M. el Rey Carlos VII de Francia.
- 2. Jean II de Montmorency-Nivelle, Consejero y Chambelán de S.M. el Rey Carlos VIII de Francia.
- 3. Thibaut de Montmorency-Laval, Señor de Loué, Consejero y Chambelán de S.M. el Rey Carlos VI de Francia.
- 4. Hugues de Montmorency-Beaussault, Consejero y Chambelán de S.M. el Rey Carlos VI de Francia.

#### Chambelanes hereditarios de Normandía
- 1. Charles I Frédéric de Montmorency-Luxembourg, VI Duque de Piney-Luxembourg, Príncipe soberano de Aigremont, Chambelán hereditario de Normandía en 1726.
- 2. Charles II Fréderic de Montmorency-Luxembourg, VIII Duque de Piney-Luxembourg, II Duque de Montmorency, Príncipe soberano de Aigremont, Chambelán hereditario de Normandía en 1726.
- 3. Anne-Léon II de Montmorency-Luxembourg, III Duque de Montmorency, Primer Barón Cristiano y Primer Barón de Francia, Chambelán hereditario de Normandía en 1764.
- 4. Anne-Louis-Charles-François de Montmorency-Tancarville, IV duque de Montmorency, príncipe de Montmorency-Tancarville, grande de España de primera clase, chambelán hereditario de Normandía.

#### Grandes coperos de Francia
- 1. Hervé I de Montmorency-Marly, Señor y Barón de Montmorency, Primer Barón Cristiano y Primer Barón de Francia, Gran Copero de Francia en el siglo XI.
- 2. Mathieu III de Montmorency-Marly, Gran Copero de Francia en el siglo XIV.
- 3. Érard de Montmorency, Gran Copero de Francia en el siglo XIV.

#### Coperos Ordinarios de S.M. el Rey de Francia
- 1. François de Montmorency-Hallot, Señor de Hallot, Barón de Hauteville, Copero Ordinario de S.M. el Rey Francisco I de Francia.

#### Grandes Panaderos de Francia
- 1. Bouchard II de Montmorency, Señor de Saint-Leu, Gran Panadero de Francia en 1323.
- 2. Charles I de Montmorency, Señor de Montmorency, Gran Panadero de Francia en 1344.

#### Grandes Botelleros de Francia
- 1. Hervé I de Montmorency, Señor y Barón de Montmorency, Primer Barón Cristiano y Primer Barón de Francia, Gran Botellero de Francia en 1074.

#### Grandes Maestres de las Aguas y Bosques de Francia
- 1. Bouchard III de Montmorency, Señor de Montmorency, Señor de Saint-Leu, Gran Maestre de las Aguas y Bosques de Francia en 1330.
- 2. Charles-François-Frédéric II de Montmorency-Luxembourg, Duque de Luxembourg, Gran Maestre de las Aguas y Bosques de Francia en el siglo XVIII.

#### Grandes Cazadores de Francia
- 1. Guy II de Montmorency-Laval, Señor de Loué, Gran Cazador de Francia.

#### Primer Gentilhombre de la Cámara de S.M. el Rey de Francia
- 1. Anne de Montmorency, Señor, Barón y I Duque de Montmorency, Primer Gentilhombre de la Cámara de S.M. el Rey Francisco I de Francia.
- 2. Henri II de Montmorency, Duque de Montmorency y de Damville, Primer Gentilhombre de la Cámara de S.M. el Rey Luis XIII de Francia, (1623-1626).

#### Gentilhombres Ordinarios de la Cámara de S.M. el Rey de Francia
- 1. Pierre I de Montmorency-Fosseux, Barón de Fosseux, Marqués de Thury, Gentilhombre ordinario de la Cámara de S.M. el Rey de Francia.
- 2. Georges de Montmorency-Fosseux, Barón de Fosseux, Gentilhombre ordinario de la Cámara de S.M. el Rey de Francia. Hermano del anterior.
- 3. Gabriel de Montmorency-Laval, Señor de Tratigny, Gentilhombre ordinario de la Cámara de S.M. el Rey de Francia.

#### Grandes Capellanes de Francia
- 1. Louis-Joseph de Montmorency-Laval, Príncipe del Sacro Imperio Romano Germánico, Obispo de Metz, Cardenal de la Santa Iglesia Católica en y Gran Capellán de Francia en 1789. Acompañó al exilio a S.M. el Rey Luis XVIII de Francia.

#### Capellanes de S.M. el Rey de Francia
- 1. Charles de Montmorency-Fosseux, Sacerdote cisterciense, Consejero y Capellán de S.M. el Rey y Abad del monasterio de Nôtre-Dame de Lannoy en el obispado de Beauvais.

#### Meninos de Sus Altezas Reales
- 1. Anne-Léon I de Montmorency-Fosseux, Barón de Fosseux, Primer Barón Cristiano y Primer Barón de Francia, Menino de S.A.R. el Delfín de Francia en 1746.
- 2. Anne-Léon II de Montmorency-Fosseux, Barón de Fosseux, Primer Barón Cristiano y Primer Barón de Francia, Menino de S.A.R. el Delfín de Francia. Hijo del anterior.
- 3. Joseph-Pierre I de Montmorency-Laval, conde de Laval, Menino de S.A.R. el Delfín de Francia.

#### Damas del Palacio de la Reina de Francia

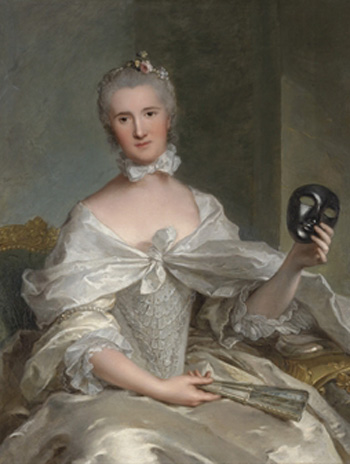
Retrato de la Princesa Bonne-Marie-Félicité de Montmorency-Luxembourg, Duquesa consorte de Sérent, por Jean-Marc Nattier.

- 1. Jeanne de Montmorency-Lauresse, Dama de Honor de S.M. la Reina María de Médici y de S.M. la Reina Ana de Austria.
- 2. Louise de Montmorency, Mariscala de Châtillon, Dama de Honor de S.M. Ana de Bretaña, Reina consorte de Francia y de S.M. Leonor de Austria, Reina consorte de Francia.
- 3. Madeleine de Montmorency-Laval, Dama del Palacio de S.M. María Teresa de Austria, Reina consorte de Francia y de S.M. Leonor de Austria, Reina consorte de Francia. Dama de honor de Su Alteza Real Françoise-Marie de Bourbon, Hija legitimada de Francia y Duquesa de Chartres y de Orléans.
- 4. Françoise de Montmorency-Fosseux, Dama de Honor de S.M. la Reina Margarita de Valois.
- 5. Jeanne de Montmorency, Duquesa consorte de Thouars, Dama de Honor de S.M. la Reina Isabel de Austria.
- 6. Anne-Julie de Montmorency-Fosseux, Marquesa consorte de Château-Renaud, Dama del Palacio de S.M. la Reina de Francia.
- 7. Françoise-Gilonne de Montmorency-Luxembourg, Princesa de Montmorency, Duquesa consorte de Antin, Dama del Palacio de S.M. la Reina de Francia.
- 8. Marie-Anne-Philippe-Thérèse de Montmorency-Logny, Princesa de Montmorency, Duquesa consorte de Boufflers, Dama del Palacio de S.M. la Reina de Francia en 1747.
- 9. Charlotte-Anne-Françoise de Montmorency-Luxembourg, Duquesa consorte de Montmorency, Marquesa de Seignelay, Condesa de Tancarville y de Gournay, Dama del Palacio de S.M. la Reina María Antonieta de Francia en 1774.
- 10. Guyonne-Joséphine-Élisabeth de Montmorency-Laval, Duquesa consorte de Luynes, Dama del Palacio de S.M. la Reina María Antonieta de Francia en 1775.
- 1. Bonne-Marie-Félicité de Montmorency-Luxembourg, Duquesa consorte de Sérent, Dama del Tocador de S.A.R. Élisabeth-Philippine-Marie-Hélène de France, «Madame Élisabeth», y Dama de Honor de S.A.R. María Teresa de Francia, Delfina de Francia.

### Santa Sede

#### Santos

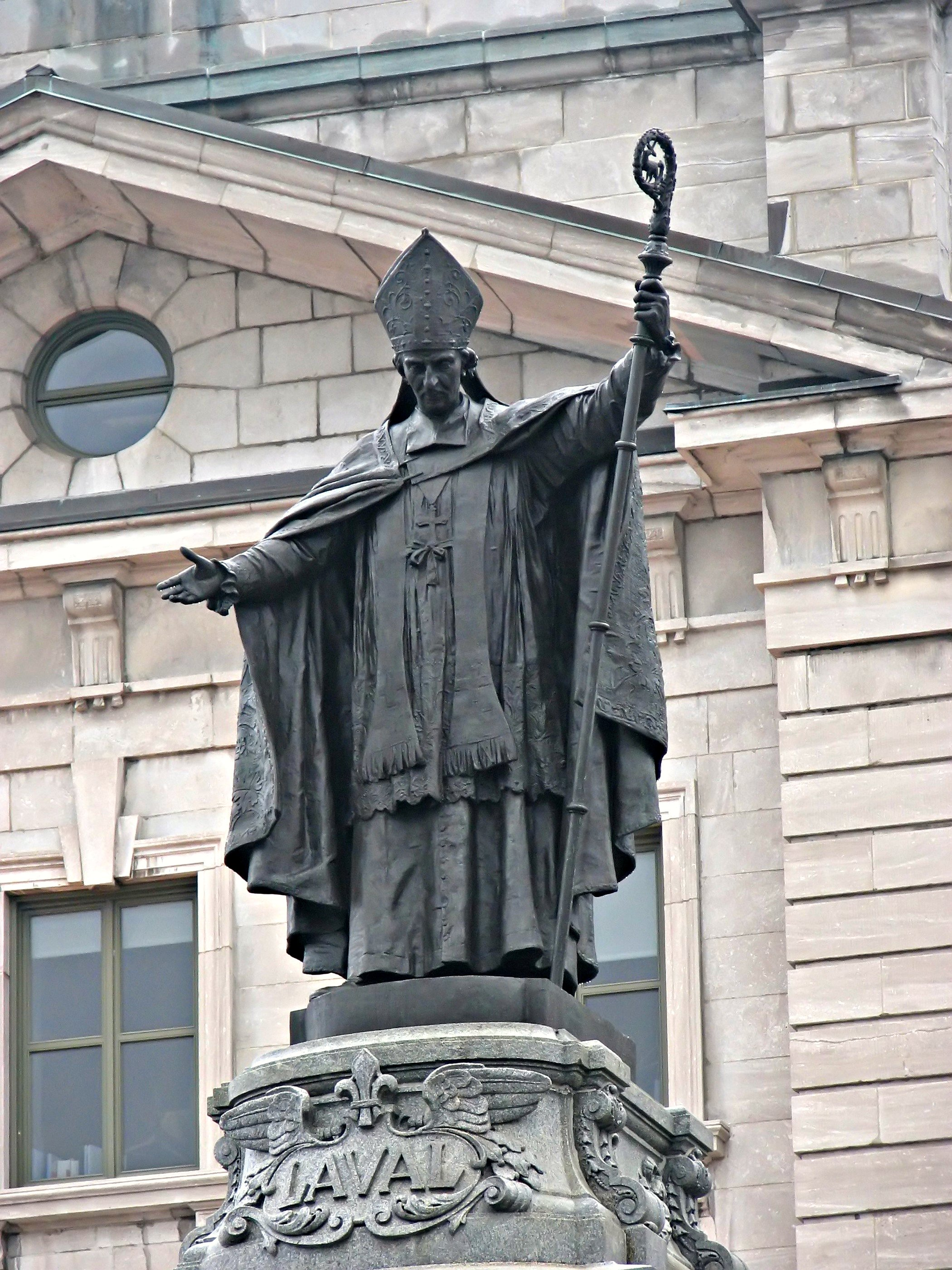
Estatua de San Francisco Javier de Montmorency-Laval en Quebec, Canadá.

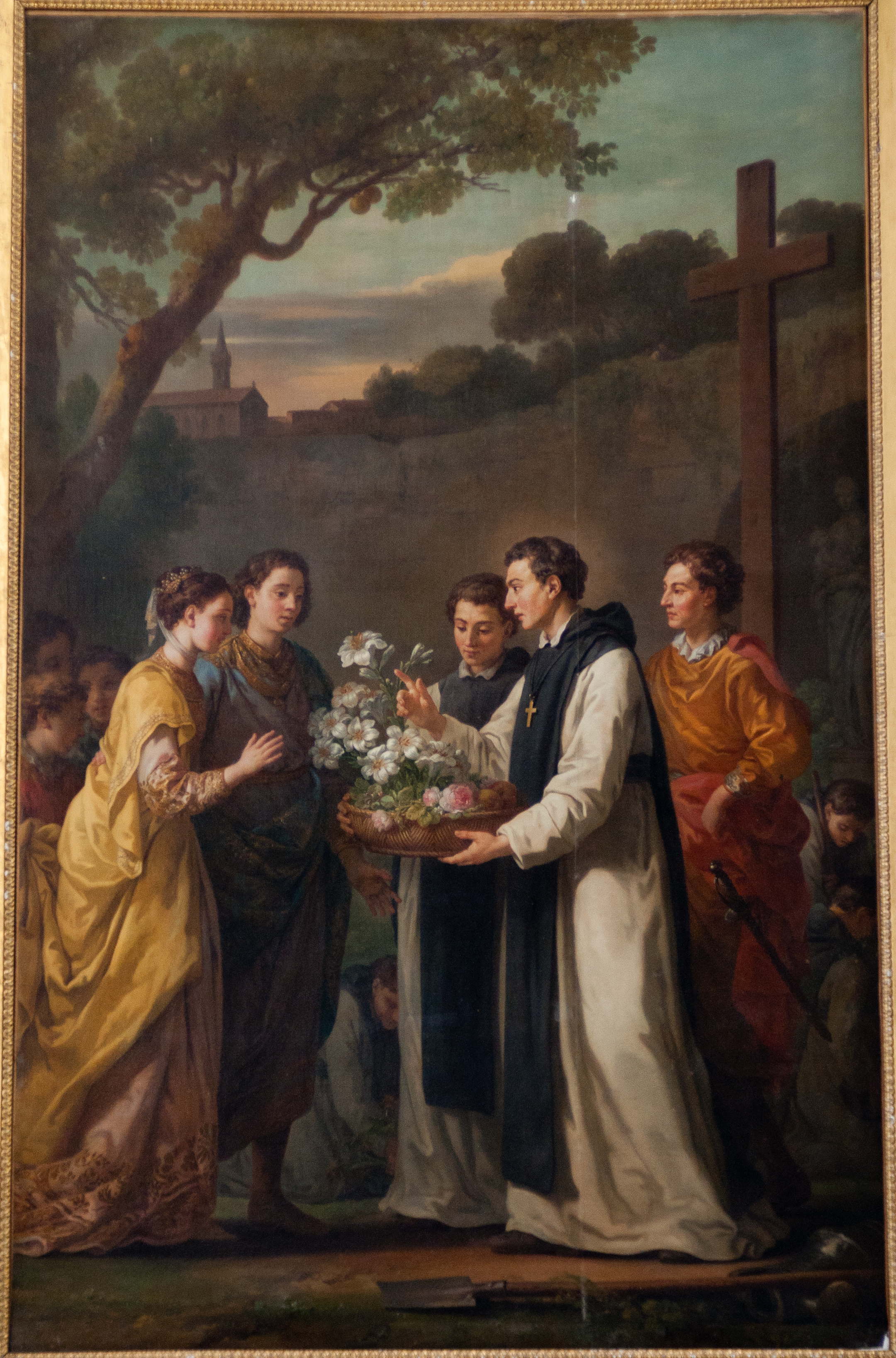
San Teobaldo de Montmorency-Marly ofrece a San Luis de Francia y Margarita de Provenza un ramo de flores de lis.

- 1. San François-Xavier de Montmorency-Laval, Primer Obispo de Quebec, Canadá, Gobernador de Nueva Francia. Beatificado por S.S. el Papa San Juan Pablo II en 1980 y canonizado por S.S. el Papa Francisco en 2014.
- 2. San Thibaut de Montmorency-Marly, monje cisterciense francés y Abad del monasterio de Vaux-de-Cernay en Yvelines. Bisnieto de S.M. el Rey Luis VI. Canonizado en 1270.

#### Cardenal de la Santa Iglesia Católica

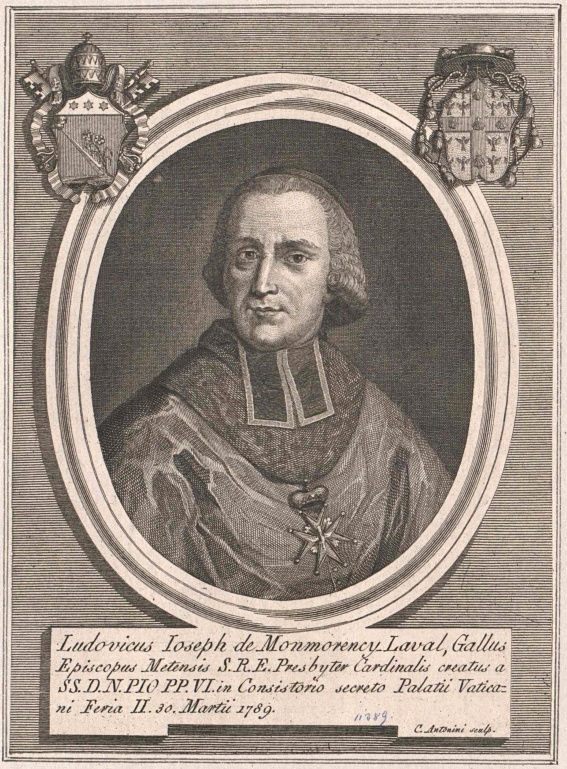
Ludovicus Iosephus S.R.E. Cardinalem Montmorency-Laval, XCIV Príncipe-Obispo de Metz, Gran Capellán de Francia.

- 1. Louis-Joseph Cardinal de Montmorency-Laval, Príncipe del Sacro Imperio Romano Germánico, Obispo de Metz, Obispo de Orléans, Cardenal y Príncipe de la Santa Iglesia Católica, Gran Capellán de Francia en 1789, al momento de la Revolución Francesa. Acompañó al exilio a S.M. el Rey Luis XVIII de Francia.

#### Obispos

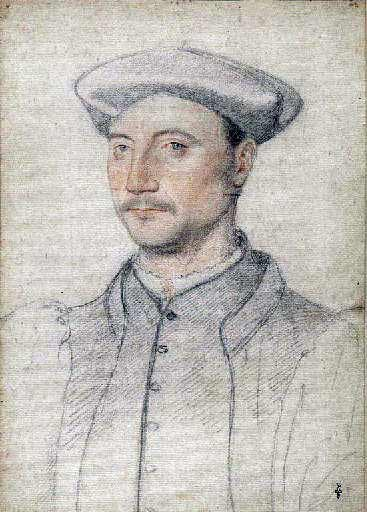
Philippe de Montmorency, Obispo de Limoges, por Jean Clouet.

- 1. Jean IV de Montmorency, Señor de Argentan, Obispo de Orléans en el siglo XIV.
- 2. Guy de Montmorency-Laval, Obispo de Quimper, Obispo de Rennes en el siglo XIV.
- 3. Pierre de Montmorency-Laval, Señor de Villemonble, Obispo de Rennes en el siglo XIV.
- 4. Denis de Montmorency-Croisilles, Obispo de Arras en el siglo XV.
- 5. Philippe de Montmorency, Obispo de Limoges en el siglo XVI.
- 6. Gilles de Montmorency-Laval, Señor de Montsabert, Obispo de Sées en el siglo XVI.
- 7. San François-Xavier de Montmorency-Laval, Primer Obispo de Quebec, Canadá, Gobernador de Nueva Francia. Canonizado por S.S. Francisco en 2014.
- 8. Charles-François-Guy de Montmorency-Laval, Obispo de Ypres en 1713.
- 9. Henri-Marie de Montmorency-Laval, Obispo de Saint-Pol-de-Léon y Obispo de La Rochelle en el siglo XVII.
- 10. Louis-Joseph de Montmorency-Laval, Príncipe del Sacro Imperio Romano Germánico, Obispo de Metz, Obispo de Orléans, Cardenal y Príncipe de la Santa Iglesia Católica, Gran Capellán de Francia en 1789, al momento de la Revolución Francesa.

### CasaImperial y Realde Austria

#### Almirante del Mar de los Países Bajos austríacos
- 1. Philippe II de Montmorency-Nivelle, conde de Hornes, Barón de Altena, Caballero de la Orden del Toisón de Oro, Gentilhombre de la Boca de S.M. el Emperador Carlos V y Almirante de Mar de los Países Bajos austríacos.

#### Gran Capellán de S.M. el Emperador
- 1. François de Montmorency-Courrières, Gran Capellán de S.M. el Emperador Carlos V.

#### Chambelanes
- 1. Philippe II de Montmorency-Nivelle, conde de Hornes, Barón de Altena, Caballero de la Orden del Toisón de Oro, Almirante de Mar de los Países Bajos austríacos y Gentilhombre de la Boca y Chambelán de S.M. el Emperador Carlos V.
- 2. Jean de Montmorency-Courrières, Caballero de la Orden del Toisón de Oro, Chambelán de S.M. el Emperador Carlos V y de S.M. Felipe II de España.

#### Coperos Mayores
- 1. Jean I de Montmorency-Wastines, Escudero y Copero Mayor de S.M. el Rey Felipe II de España.

#### Gentilhombres

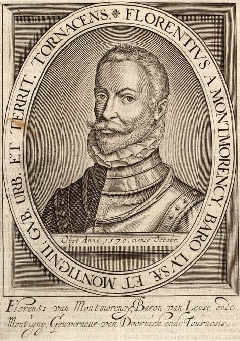
Floris de Montmorency-Montigny, Gentilhombre de Cámnara de S.M. el Emperador Carlos V.

- 1. Philippe de Montmorency-Croisilles, Gentilhombre de la Boca del Archiduque Alberto de Austria.
- 2. Nicolás de Montmorency-Wastines, Gentilhombre de la Boca del Archiduque Alberto de Austria y Gentilhombre de la Boca de S.M. el Rey Felipe II de España.
- 3. Floris de Montmorency-Montigny, Barón de Montigny, Gentilhombre de la Cámara de S.M. el Emperador Carlos V en 1548.
- 4. Philippe II de Montmorency-Nivelle, conde de Hornes, Barón de Altena, Caballero de la Orden del Toisón de Oro y Gentilhombre de la Boca de S.M. el Emperador Carlos V.

#### Grandes Cazadores y Guardabosques de Flandes
- 1. Georges de Montmorency-Croisilles, Gran Cazador y Guardabosques de Flandes.

#### Jefes de Finanzas de los Archiduques Gobernadores de Flandes
- 1. Nicolás de Montmorency-Wastines, Gentilhombre de la Boca del Archiduque Alberto de Austria, Gentilhombre de la Boca de S.M. el Rey Felipe II de España y Jefe de Finanzas de los Archiduques Gobernadores de Flandes.

#### Damas de Honor de las Archiduquesas de Austria
- 1. Marie de Montmorency-Wastines, Dama de honor de Su Alteza la Infanta de España Doña Isabel Clara Eugenia de Austria.
- 2. Marie-Isabelle de Montmorency-Robecq, Condesa consorte de T'Serclaes de Tilly, Menina de Su Alteza la Infanta de España Doña Isabel Clara Eugenia de Austria.

#### Meninos de Sus Altezas Imperiales y Reales
- 1. Nicolás de Montmorency-Robecq, Vizconde de Aire, Menino de Su Alteza la Infanta de España Doña Isabel Clara Eugenia de Austria.
- 2. Marie-Françoise de Montmorency-Robecq, Condesa consorte de T'Serclaes-Tilly, Menina de Su Alteza la Infanta de España Doña Isabel Clara Eugenia de Austria.

### Casa Real de España

#### Gran Escudero de la Casa de S.M. la Reina de España
- 1. Anne-Auguste de Montmorency-Robecq, conde de Estaires, príncipe de Robecq, grande de España de primera clase, caballero de la Orden del Toisón de Oro, gran escudero y gran maestre de la Casa de S.M. la reina Luisa Isabel de Orléans.

### Casa Real de Nápoles y Sicilia

#### Grandes Chambelanes de S.M. el Rey de Nápoles y Sicilia
- 1. Guy IX de Montmorency-Laval, Señor de Loué, Gran Chambelán de S.M. el Rey Renato I de Nápoles.

#### Grandes Cazadores de la Casa Real de Nápoles y Sicilia
- 1. Guy IX de Montmorency-Laval, Señor de Loué, Gran Cazador de S.M. el Rey Renato I de Nápoles.

### Casa Real de Polonia

#### Grandes Chambelanes de S.M. el Rey de Polonia
- 1. Guy-Claude-Roland de Montmorency-Laval, conde de Laval, Mariscal de Francia en 1747 y Gran Chambelán de S.M. el Rey de Polonia.

#### Oficiales de la Guardia Real de S.M el Rey de Polonia
- 1. Joseph-Alexandre de Montmorency-Bours, Señor de Acquest, Oficial de los Caballeros-Guardias de S.M. el Rey Augusto III de Polonia.

### Casa Ducal de Borgoña

#### Chambelanes
- 1. Jacques I de Montmorency, Primer Barón Cristiano, Primer Barón de Francia, XVI Señor de Montmorency, Consejero y Chambelán de Felipe II de Borgoña.
- 2. Philippe de Montmorency-Croisilles, Consejero y Chambelán de Felipe III de Borgoña en 1438.
- 3. Jean I de Montmorency-Nivelle, Señor de Nivelle, Consejero y Chambelán de Felipe III de Borgoña.

## Últimas ramas de la Casa
El 1 de marzo de 1820 se celebró en el Hotel de Luynes, residencia parisina del Jefe del Nombre y de las Armas de la Casa de Montmorency, el Príncipe Anne-Charles-François de Montmorency, Duque de Montmorency, Par de Francia, Primer Barón Cristiano y Primer Barón de Francia, Caballero de la Orden de San Luis, una reunión familiar para sellar un Pacto de Familia, en el que se estableció que de la Casa Ducal de Montmorency, cuyo Jefe tenía el rango de Príncipe, serían reconocidas por ellos y por la Corona solo las cuatro ramas subsistentes a la fecha, las cuales fueron asignadas al pariente mayor de cada una de ellas, establecidas de la siguiente manera:
1. Rama Mayor y Primogénita de Montmorency

Très Haut et Très Illustre Prince Monseigneur Anne-Louis-Raoul-Victor de Montmorency (1790-1862), Duque de Montmorency, Primer Barón Cristiano y Primer Barón de Francia, antiguo Coronel de Caballería francés, Ayudante de Campo de S.A.R. el duque de Orléans, Caballero de la Orden de San Luis, Caballero de la Legión de Honor, casado con la Marquesa Euphémie-Théodore-Valentine de Harchies de Vlamertinghe, sin descendencia.
2. Rama Segunda de Luxembourg

Très Haut et Très Illustre Prince Monseigneur Charles-Emmanuel-Sigismond de Montmorency-Luxembourg (1774-1861), Duque de Luxembourg, Primer Barón de Francia, Par de Francia, Lugarteniente General de los Ejércitos de S.M. el Rey, Coronel del Regimiento de Cavallería de Évora al servicio del Rey de Portugal, después de la Restauración de los Borbones, fue creado Par de Francia y Caballero de la Orden de San Luis, Caballero de la Soberana Orden de Malta, Capitán de la 4.ª Compañía de las Guardias de Corps de S.M. Carlos X, Rey de Francia, Caballero de la Legión de Honor, Embajador Extraordinario de S.M. el Rey ante la Corte Imperial de Brasil en 1815. Contrajo matrimonio con la Condesa Barbe-Caroline de Loyauté, sin sucesión.
3. Rama Tercera de Beaumont

Très Haut et Très Illustre Prince Monseigneur Anne-Édouard-Louis-Joseph de Montmorency-Beaumont-Luxembourg (1802-1878), Jefe de la Rama de Beaumont de la Casa de Montmorency.
4. Rama Cuarta de Laval

Très Haut et Très Illustre Prince Monseigneur Anne-Adrien-Pierre de Montmorency-Laval (1768-1837), príncipe y duque de Laval, par de Francia, primer barón Cristiano, duque de San Fernando Luis (España), grande de España de Primera Clase, Caballero del Toisón de Oro, lugarteniente de los Ejércitos de S.M. el Rey, capitán de Granaderos del Regimiento de Montmorency, senador hereditario de la Cámara de los Pares del Reino de Francia, Embajador Extraordinario y Ministro Plenipotenciario de S.M. el Rey ante la Corona Española y Roma, Ministro de Estado y miembro del Consejo Privado de S.M. el Rey de España. Casó con su pariente la Princesa Bonne-Charlotte-Renée-Adélaïde de Montmorency-Luxembourg (hermana de Charles-Emmanuel-Sigismond), con descendencia masculina fallecida en la juventud.
De estas cuatro ramas principales que aún existían en el siglo XIX (Montmorency, Montmorency-Luxemburgo, Montmorency-Beaumont y Montmorency-Laval), solo una (Beaumont) sobrevivió a la Revolución francesa, y al carecer de descendientes varones, la casa de Montmorency se extinguió en Francia en 1878 en la persona del Príncipe (llamado como sus ancestros y de acuerdo a la tradición «Très Haut et Très Puissant» o «Très Noble et Très Illustre») Seigneur Monseigneur le Prince Anne-Édouard-Louis-Joseph de Montmorency-Beaumont-Luxembourg (*París, 9 de septiembre de 1802 - †París, 15 de enero de 1878), III Duque de Beaumont, Par de Francia, III Príncipe de Luxemburgo, X Príncipe de Tingry, XII Duque de Piney-Luxembourg, Caballero de la orden española de Carlos III y de la Legión de Honor francesa, el último jefe y representante de la dinastía (ultimus familiare).

## Títulos de nobleza
- Primer Barón Cristiano
- Primer Barón de Francia
- Señor de Montmorency («por la gracia de Dios»)
- Barón de Montmorency
- Duque de Montmorency
- Duque de Montmorency y Par de Francia (1551)
- Duque de Damville y Par de Francia (1610)
- Duque de Piney-Luxemburgo y Par de Francia (1661)
- Duque de Montmorency-Beaufort (1688)
- Duque de Châtillon (1696)
- Duque de Bouteville
- Duque de Olonne (con patente) (1713, 1735)
- Duque de Laval (1758)
- Duque de Beaumont (con patente) (1765) y Par de Francia.
- Duque y Príncipe de Luxemburgo
- Príncipe de Tingry
- Príncipe soberano de Aigremont
- Príncipe de Robecq
- Príncipe de Laval
- Duque de San Fernando Luis y grande de España de Primera Clase
- Marqués de Bréval
- Marqués de Fosseux
- Marqués de Bellenave
- Marqués de Sablé
- Marqués de Lezay
- Marqués de Morbecq
- Conde soberano de Luxe
- Conde de Beaumont-du-Gâtinais
- Conde de Beaumont-sur-Oise
- Conde de Hornes (Hoorn)
- Conde de Dammartin
- Conde de Offémont
- Vizconde de Melun
- Barón de Rais
- Barón de Mello
- Barón de Châteaubriant, etc.

## Alianzas matrimoniales de la Casa de Montmorency

### Casas Reales
- Casa de Valois-Angoulême (Francia)
- Casa de Bourbon-Condé (Francia)
- Casa de Bourbon-Soissons (Francia)
- Casa de Wessex (Inglaterra)
- Casa de Normandía (Inglaterra)
- Casa de Cadaval-Braganza (Portugal)

### Casas soberanas
- Casa Imperial de Luxemburgo
- Casa de Lorena
- Casa de Saboya
- Casa de Flandes (Hainaut)
- Casa de Champagne-Blois
- Casa de Foix
- Casa de Bar
- Casa de Bretaña-Dreux

### Casas principescas del Sacro Imperio Romano Germánico
- Casa de Croÿ
- Casa de Brandenburg
- Casa de Ligne-Arenberg
- Casa de Mecklenburg-Schwerin
- Casa de Looz-Corswarem
- Casa de Mansfeld-Friedeburg
- Casa de Lannoy
- Casa de Hallewijn
- Casa de T'Serclaes-Tilly
- Casa de Mérode
- Casa de Lalaing-Hoogstraeten
- Casa de Immerseel
- Casa de Mörs-Saarwerden
- Casa de Clèves
- Casa de Hornes (Hoorn)
- Casa de Egmont

### Casa condal soberana
- Casa de Luxe (Lusse)

### Casas ducales-pares francesas
- Casa de Rohan
- Casa de Rohan-Chabot
- Casa de La Trémoïlle
- Casa de Lévis-Mirepoix
- Casa de La Rochefoucauld
- Casa de Harcourt
- Casa de Clermont-Nesle
- Casa de Albert de Luynes
- Casa de Coligny
- Casa de La Tour d'Auvergne
- Casa de Clermont-Tonnerre
- Casa de Rochechouart-Mortemart
- Casa de Rouvroy-Saint-Simon
- Casa de Pardaillan-Gondrin
- Casa de Neufville-Villeroy
- Casa de Bauffremont-Courtenay
- Casa de Aumont
- Casa de Broglie
- Casa de Potier de Tresmes
- Casa de Cossé-Brissac
- Casa de Gramont
- Casa de Béthune-Sully
- Casa de Talleyrand-Périgord
- Casa de Durfort-Civrac de Lorge
- Casa de Maillé de La Tour-Landry
- Casa de Mailly-Nesle
- Casa de Goyon de Matignon
- Casa de Melun
- Casa de Guînes
- Casa de Gouffier
- Casa de Boufflers
- Casa de Choiseul-Praslin
- Casa de Sérent
- Casa de Richelieu-du Plessis
- Casa de Franquetot de Coigny
- Casa de La Marck-Clèves
- Casa de Roquelaure

### Casas marquesales-pares francesas
- Casa de Le Peletier de Rosanbó
- Casa de Fay de La Tour-Maubourg
- Casa de Jaucourt

### Casas condales-pares francesas
- Casa de Tournon-Roussillon

### Casas ducales italianas
- Casa de Orsini (Roma)
- Casa de Spínola (Génova)

### Casas ducales españolas
- Casa de Manrique de Lara

Y a otras familias de la nobleza, como Éstampes-Valençay, Craon, Fosseux, Wastines, Vendôme, Beaumont-Gâtinais, Beaumont-Meulan, Châtillon, Villiers-de-L'Isle-Adam, Dreux, Harlay-Beaumont, Bec-de-Lièvre, Orgemont, Roucy, Estouteville, Prunelé, Hunolstein, Montfort, Albon, Laurents, Croix de Dadizeele, etc.

## Castillos y palacios
La sede de la Casa de Montmorency fue, desde el comienzo, el castillo de Montmorency, ubicado sobre la colina del mismo nombre. Luego la sede familiar se trasladó al castillo de Écouen. Otra sede del linaje fue el castillo de Chantilly, que luego pasó a la Casa Real de Francia. Otro castillos fueron el de Beaumont (Gâtinais), La Fère-en-Tardinois, Cany, Catteville, Courtalain, Tancarville, Bouteville, Précy-sur-Oise, Chaussepot, etc.

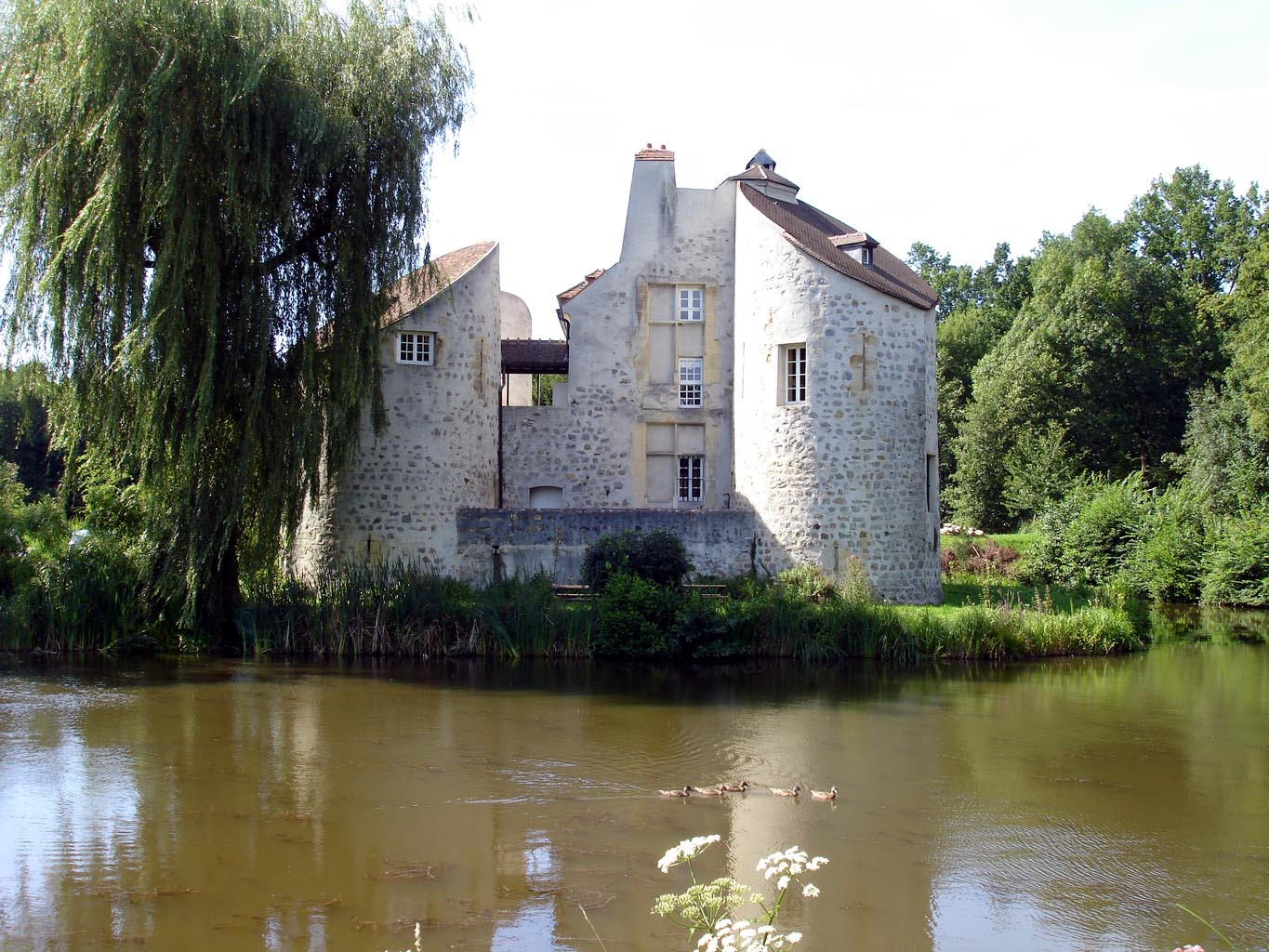
Castillo de La Chasse en el bosque de Montmorency, construido en el siglo XIII por la familia
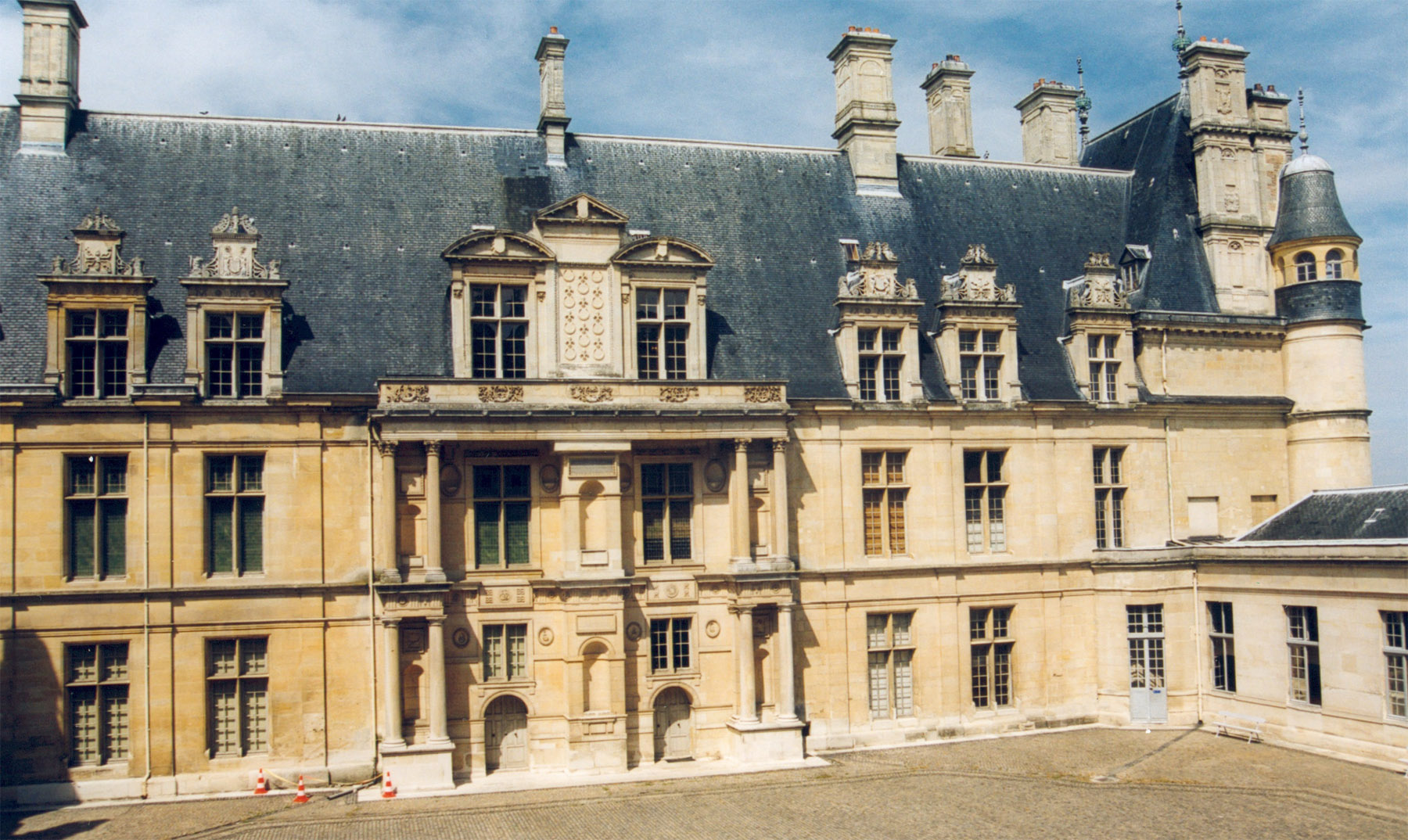
Château d'Écouen, sede de la casa de Montmorency
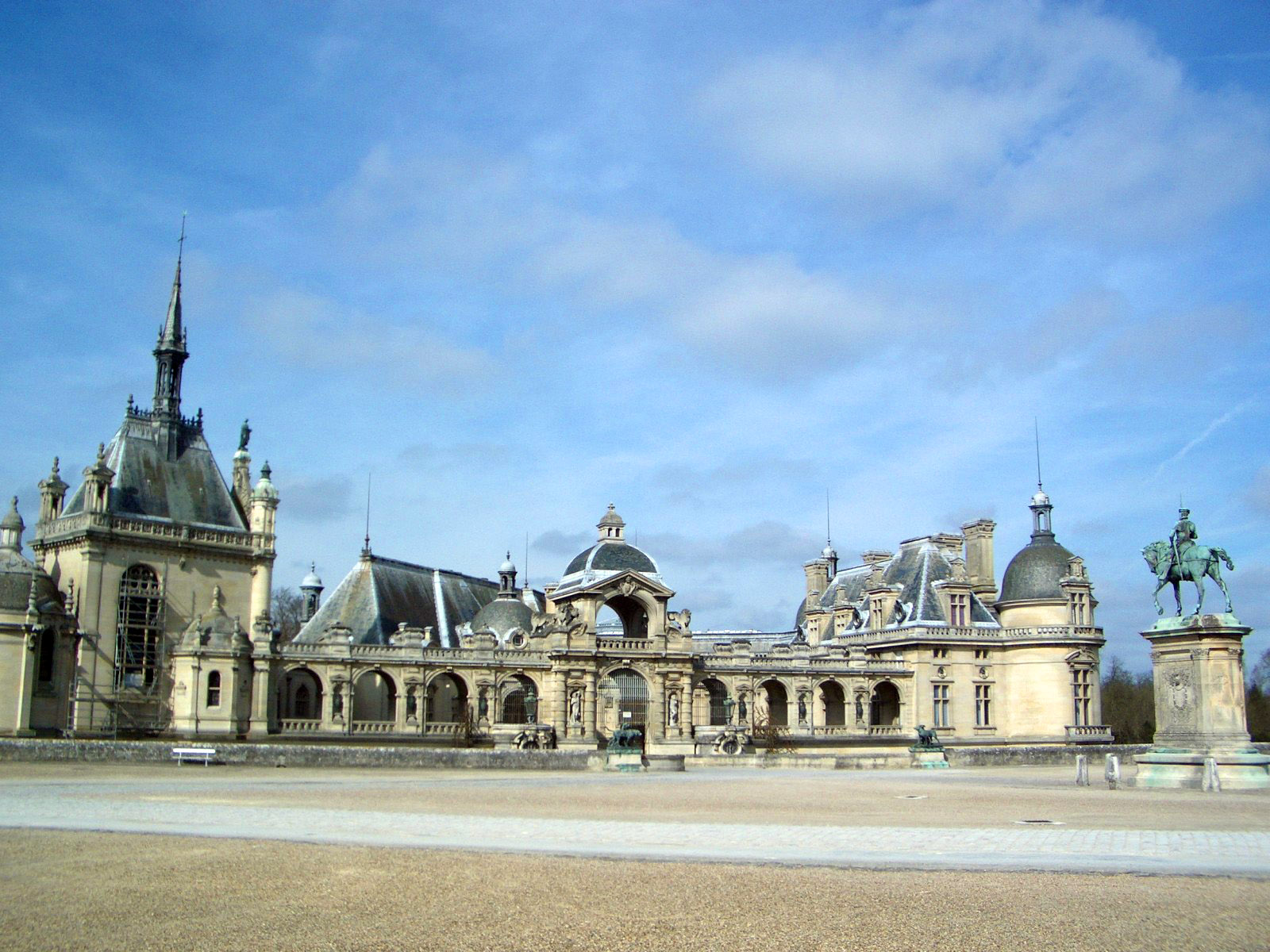
Castillo de Chantilly
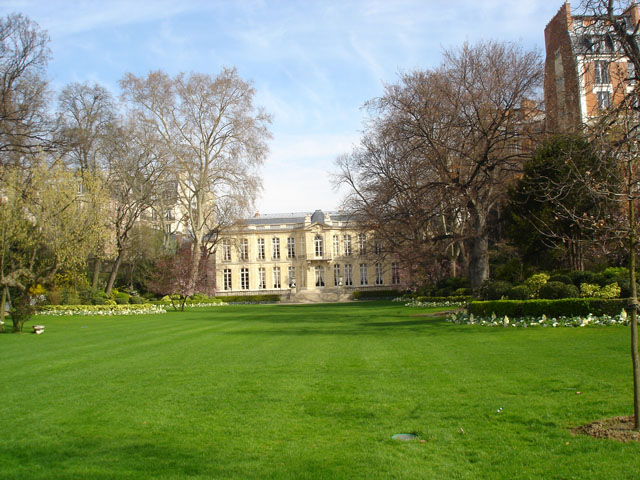
El parque que rodea el Hôtel Matignon
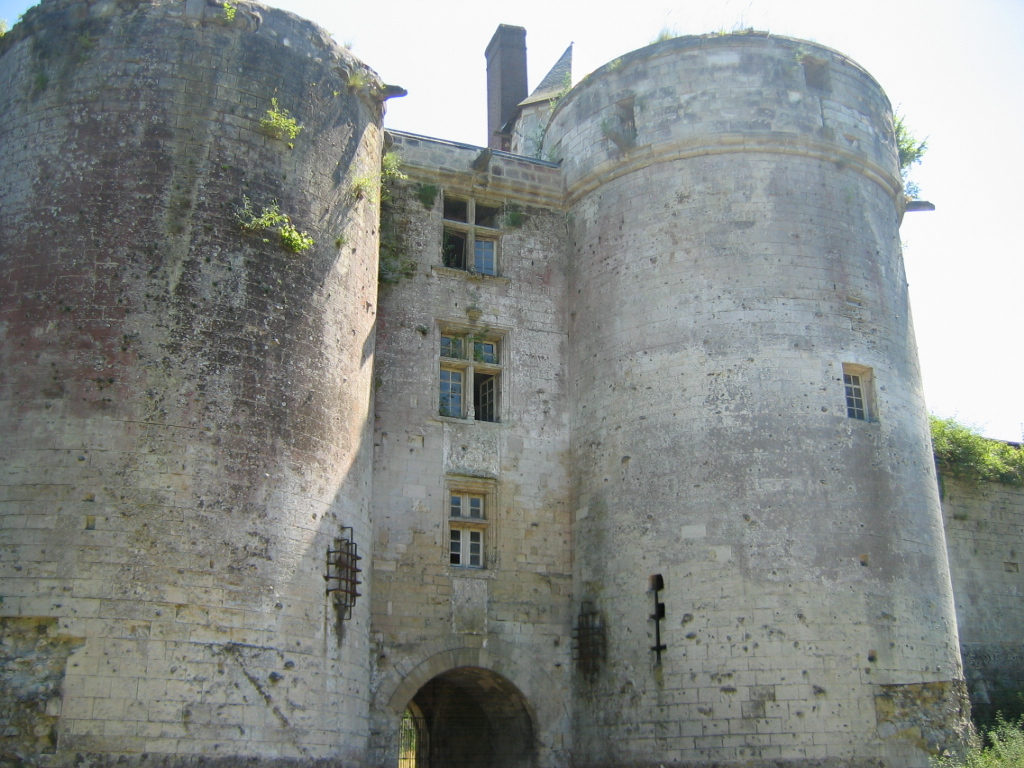
Castillo de Tancarville en Normandía
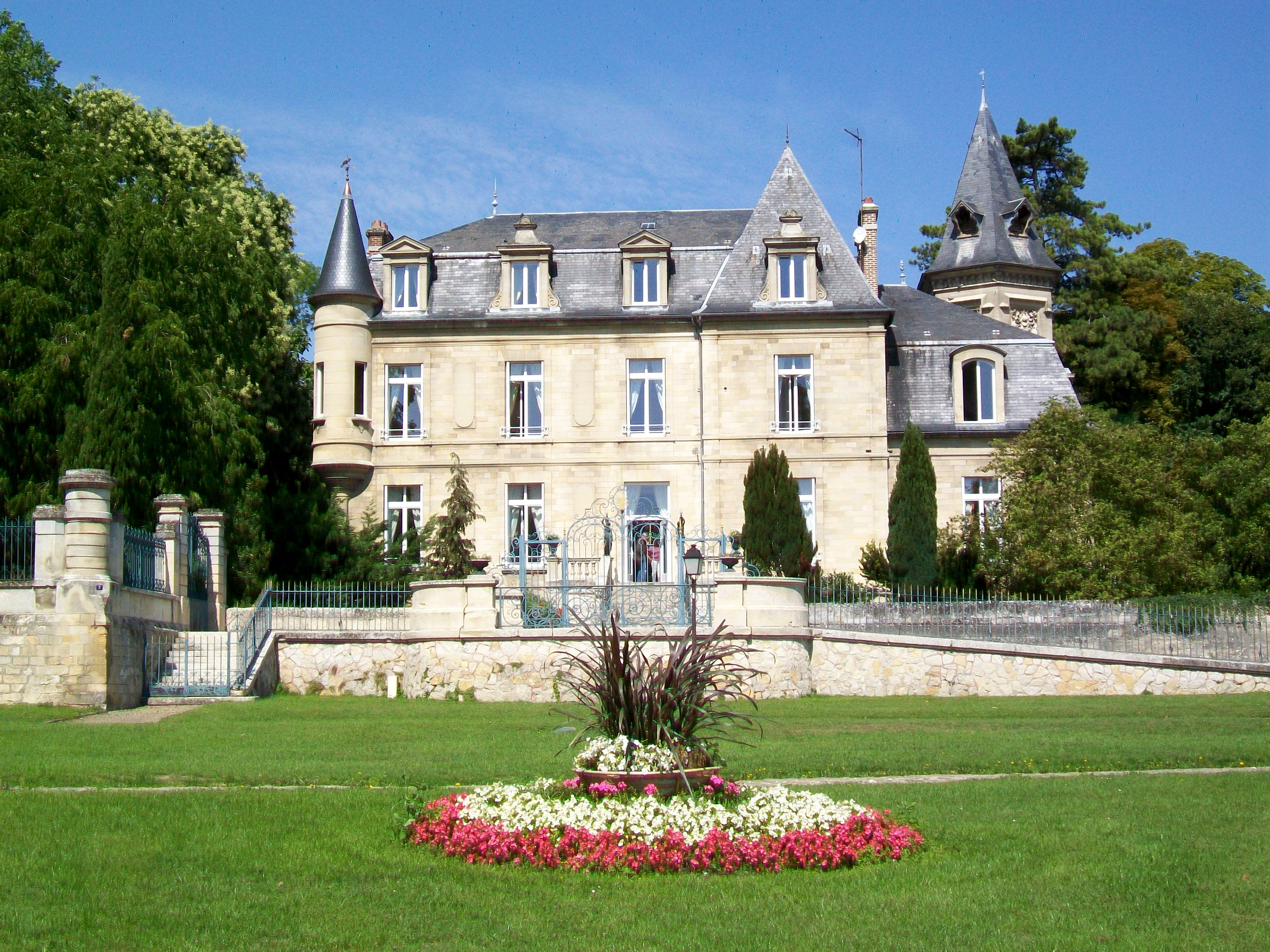
El Castillo de Précy
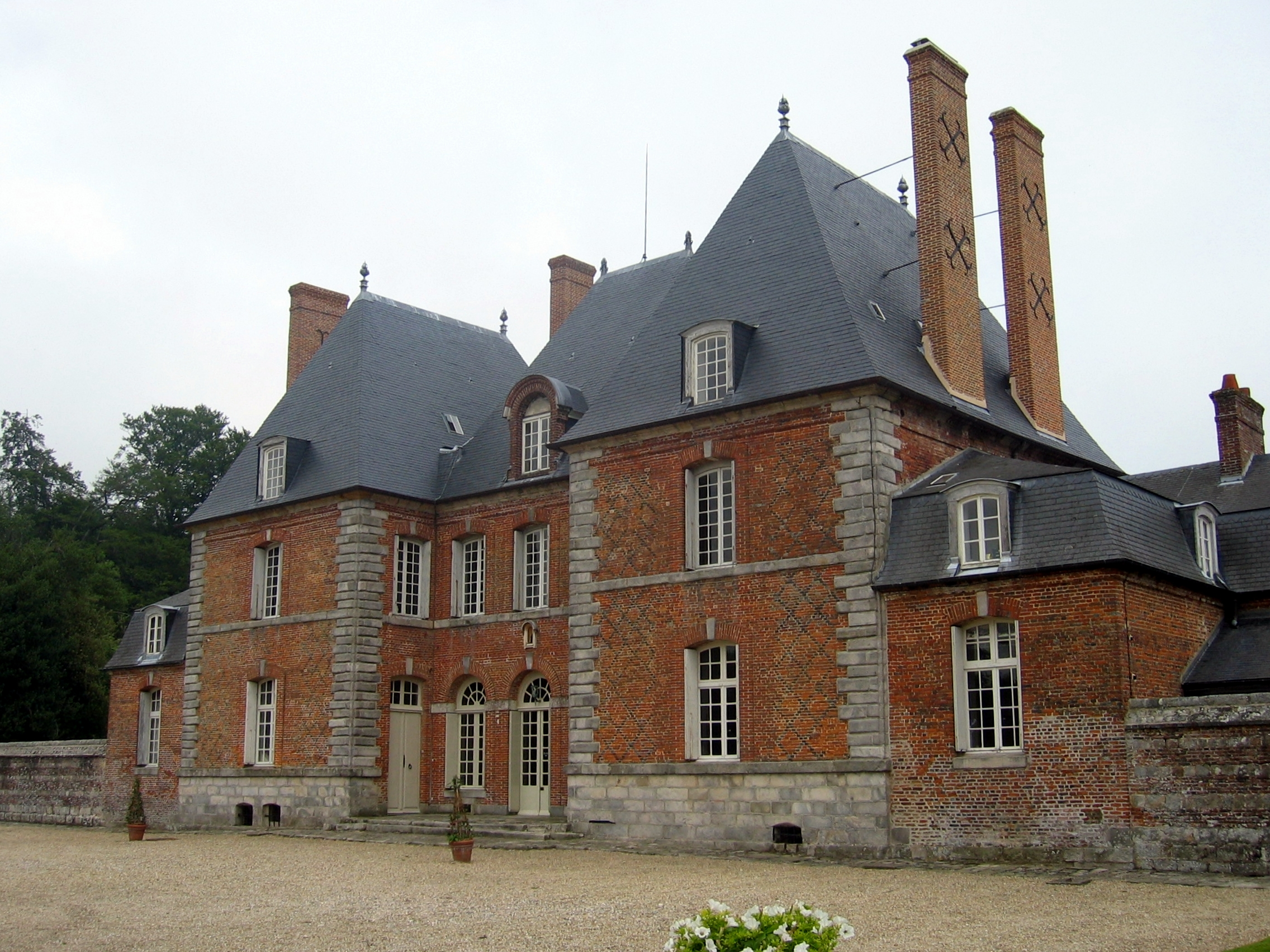
El Castillo de Mesnil-Geoffroy en Normandía, propiedad de los Duques de Montmorency-Luxembourg
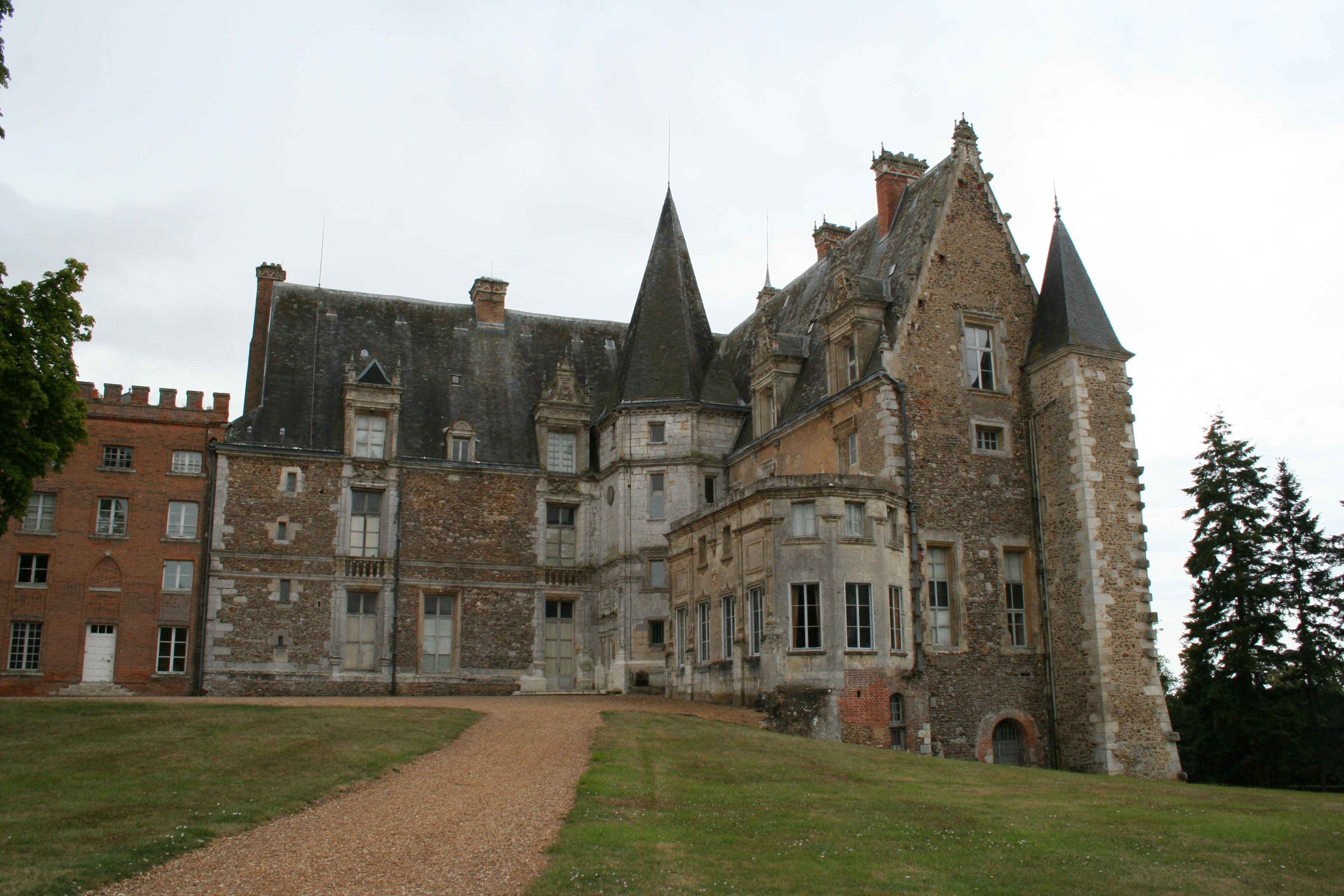
Castillo de Courtalain, propiedad de los Montmorency-Luxembourg
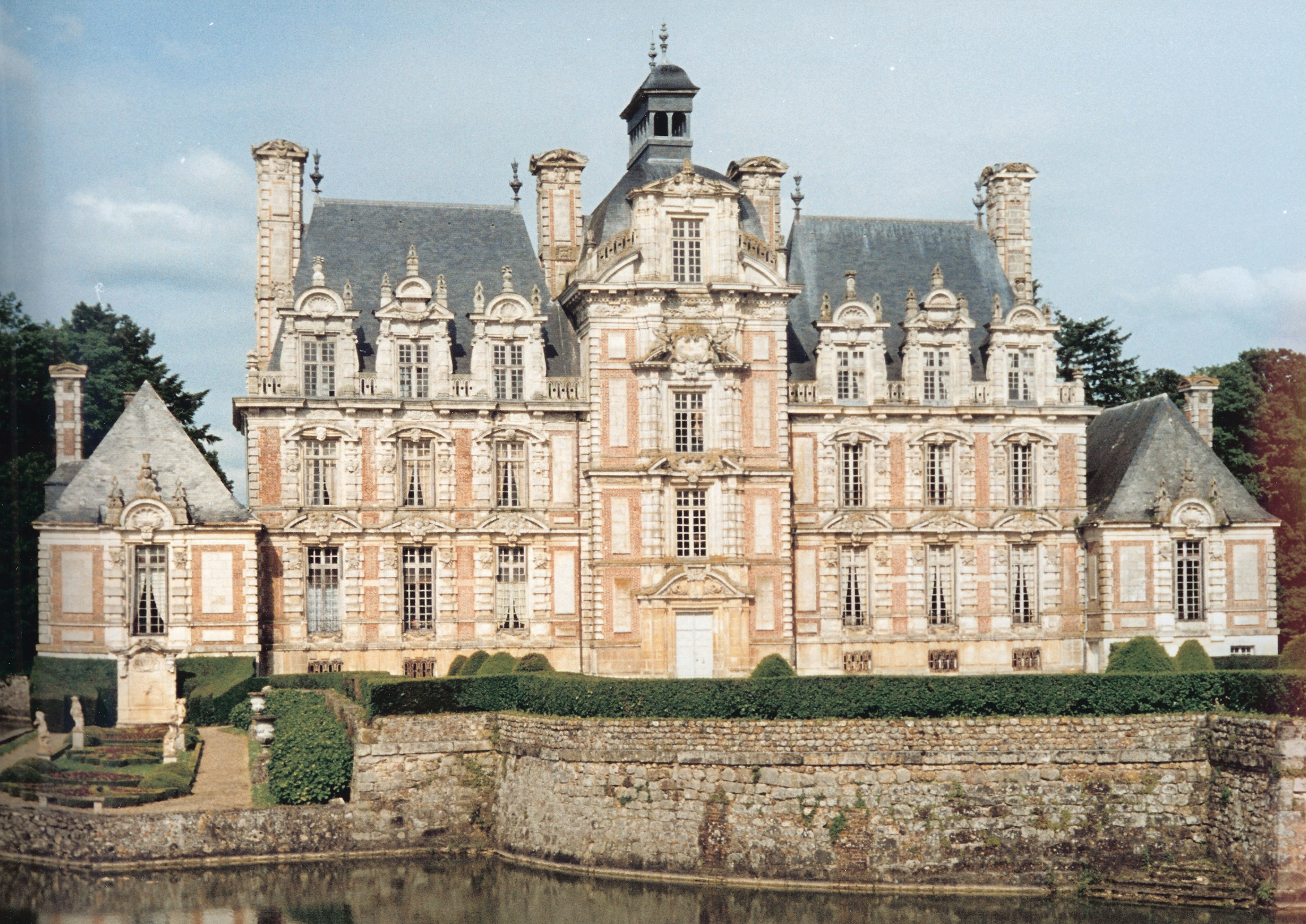
Castillo de Beaumesnil en Normandía, propiedad de los duques de Montmorency-Laval
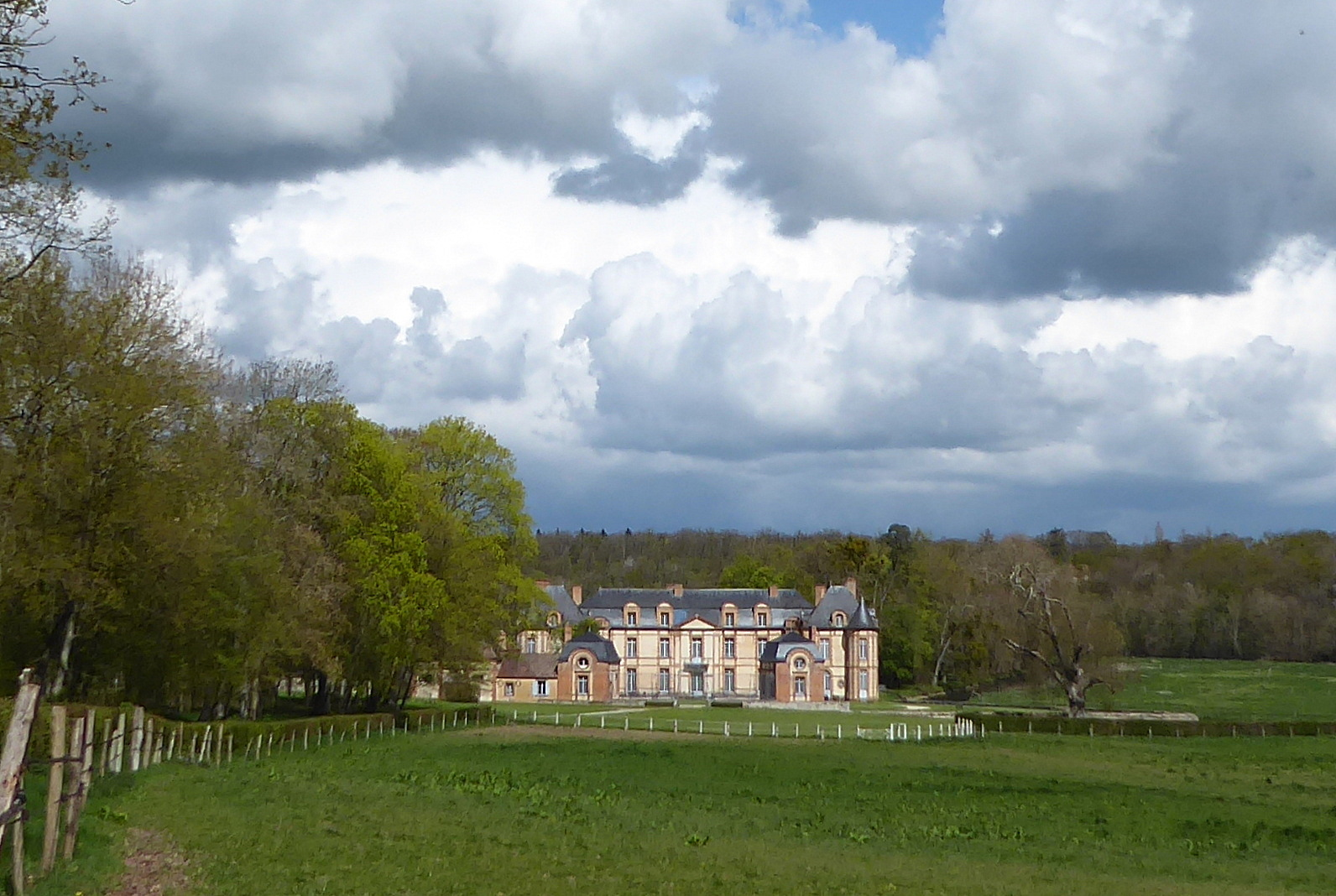
Castillo de Montigny, propiedad de los Montmkorency-Laval
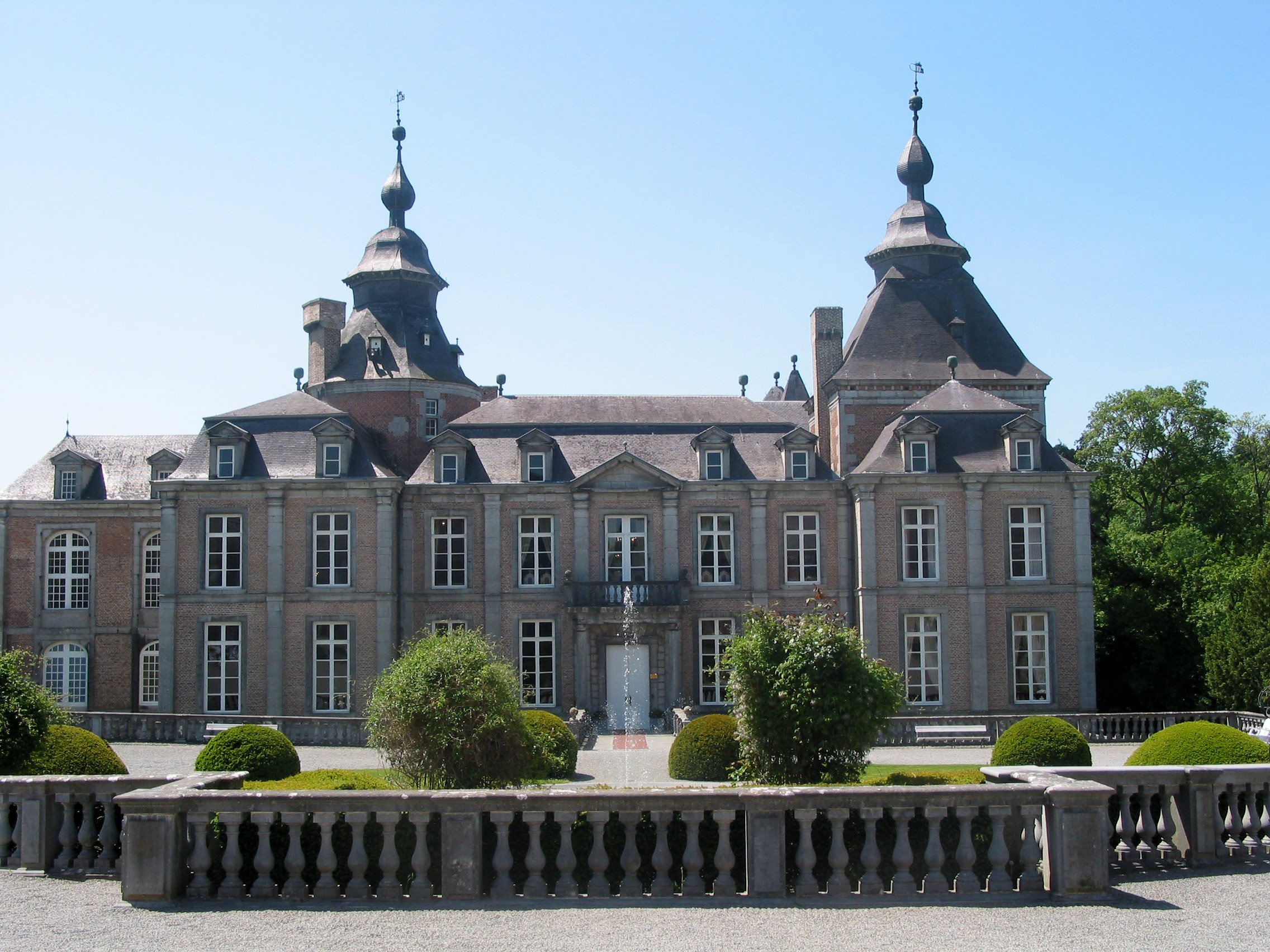
Castillo de Modave en Flandes, propiedad de los Príncipes de Montmorency-Robecq

Propiedades de los duques de Beaumont
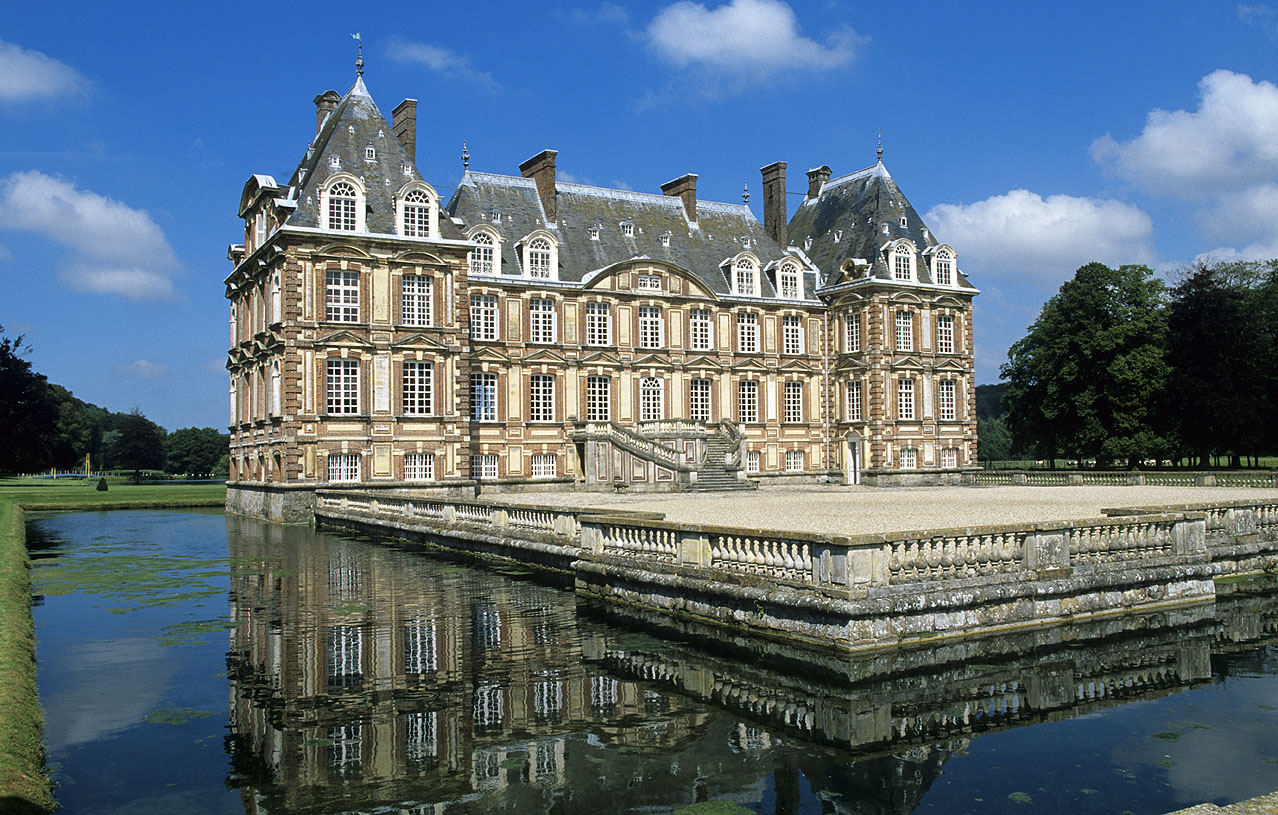
El castillo de Cany en Normandía
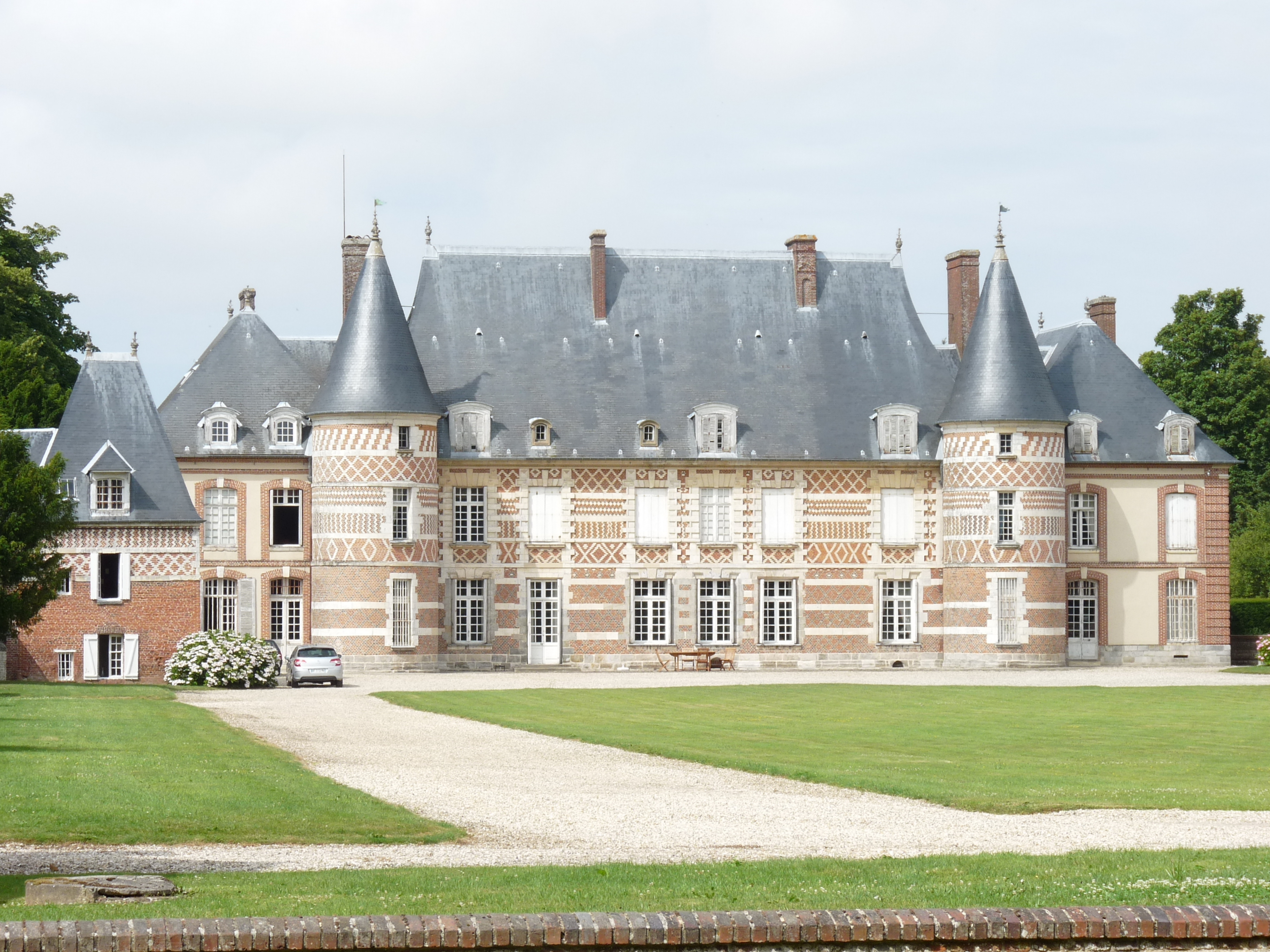
El castillo de Catteville en Normandía
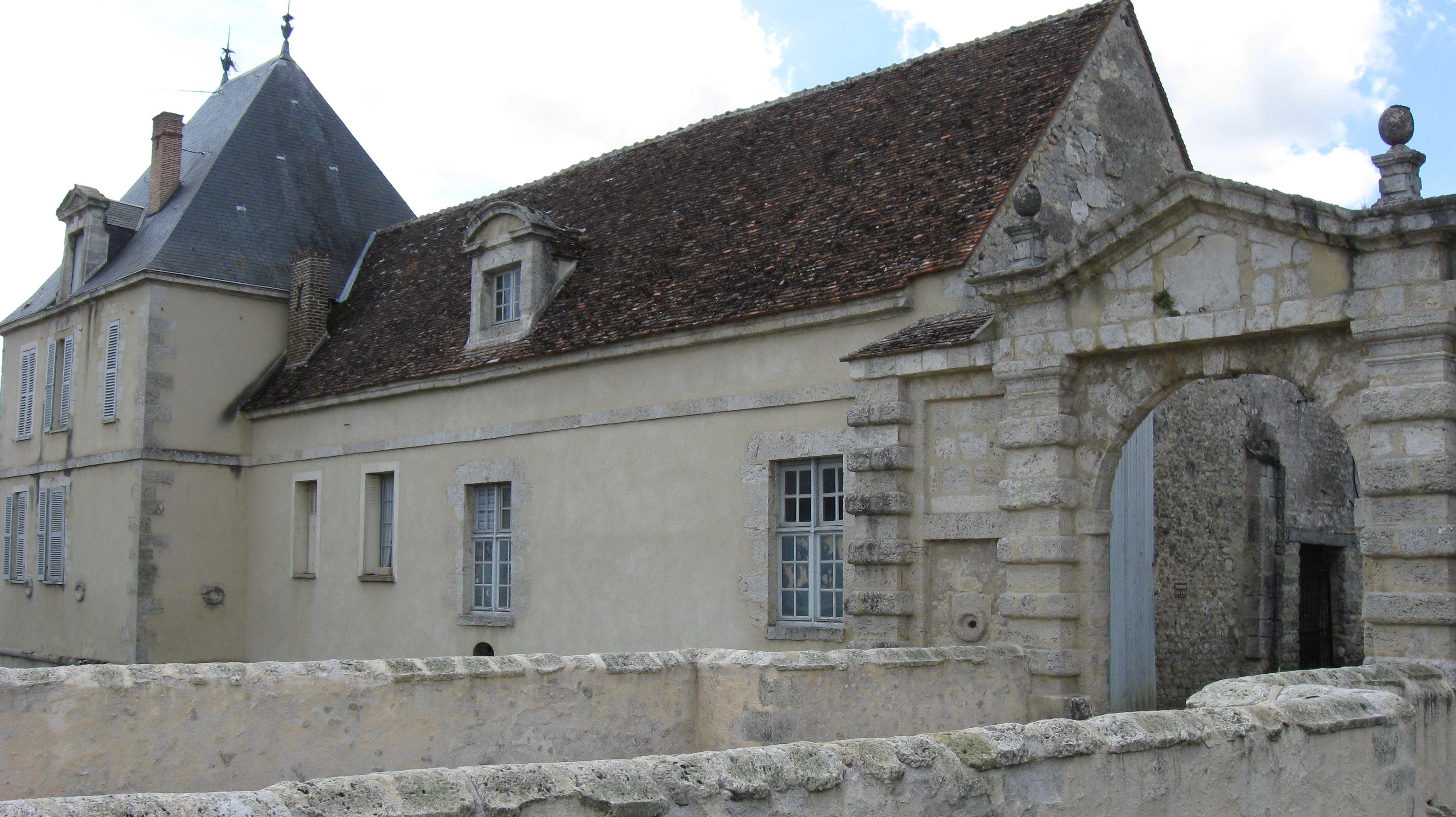
Portal y foso de acceso al castillo de Beaumont, propiedad de los duques de Beaumont-Montmorency

Propiedades de los duques de Montmorency
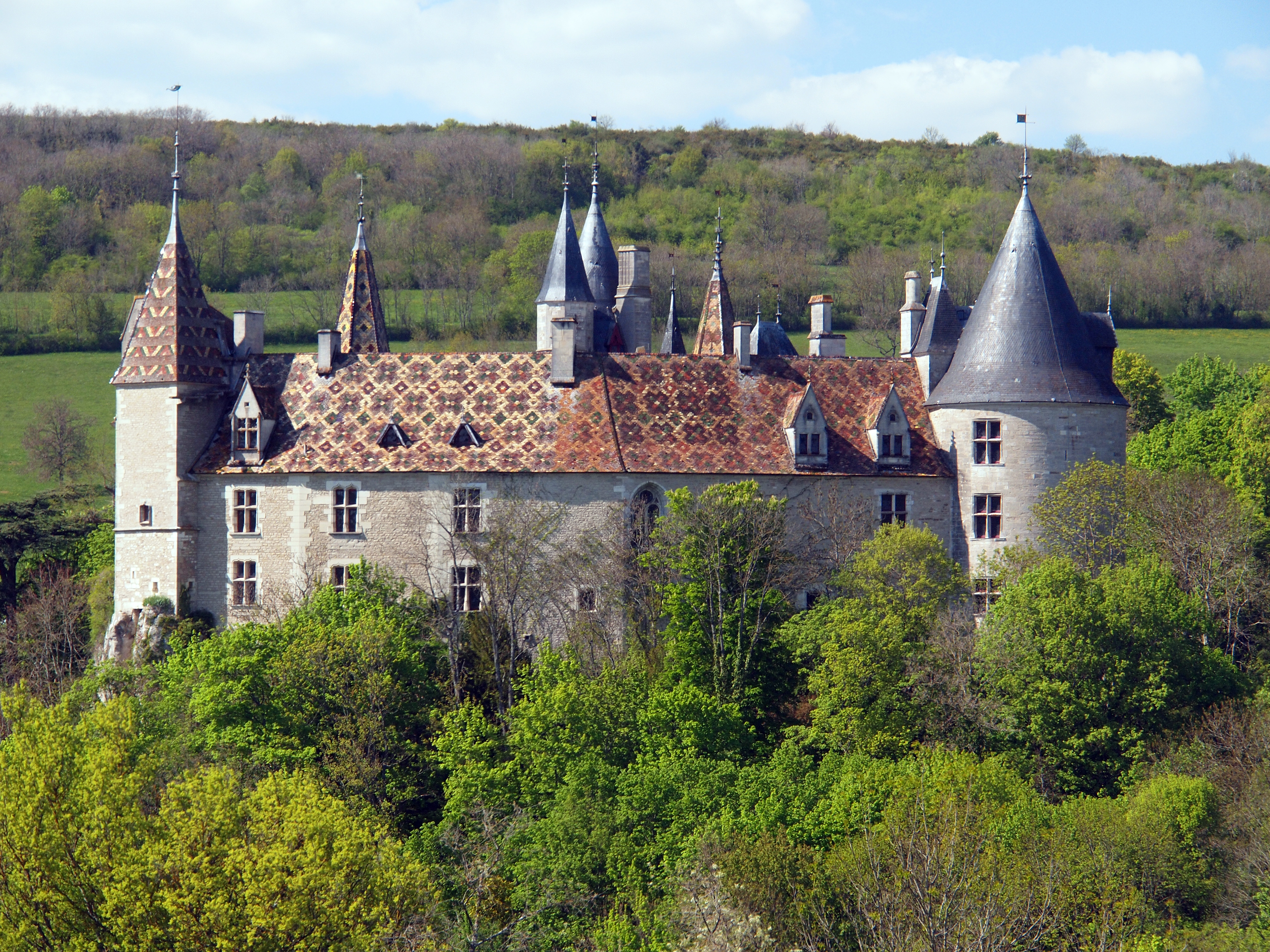
Castillo de la Rochepot en Borgoña, propiedad de Anne de Montmorency I duque de Montmorency
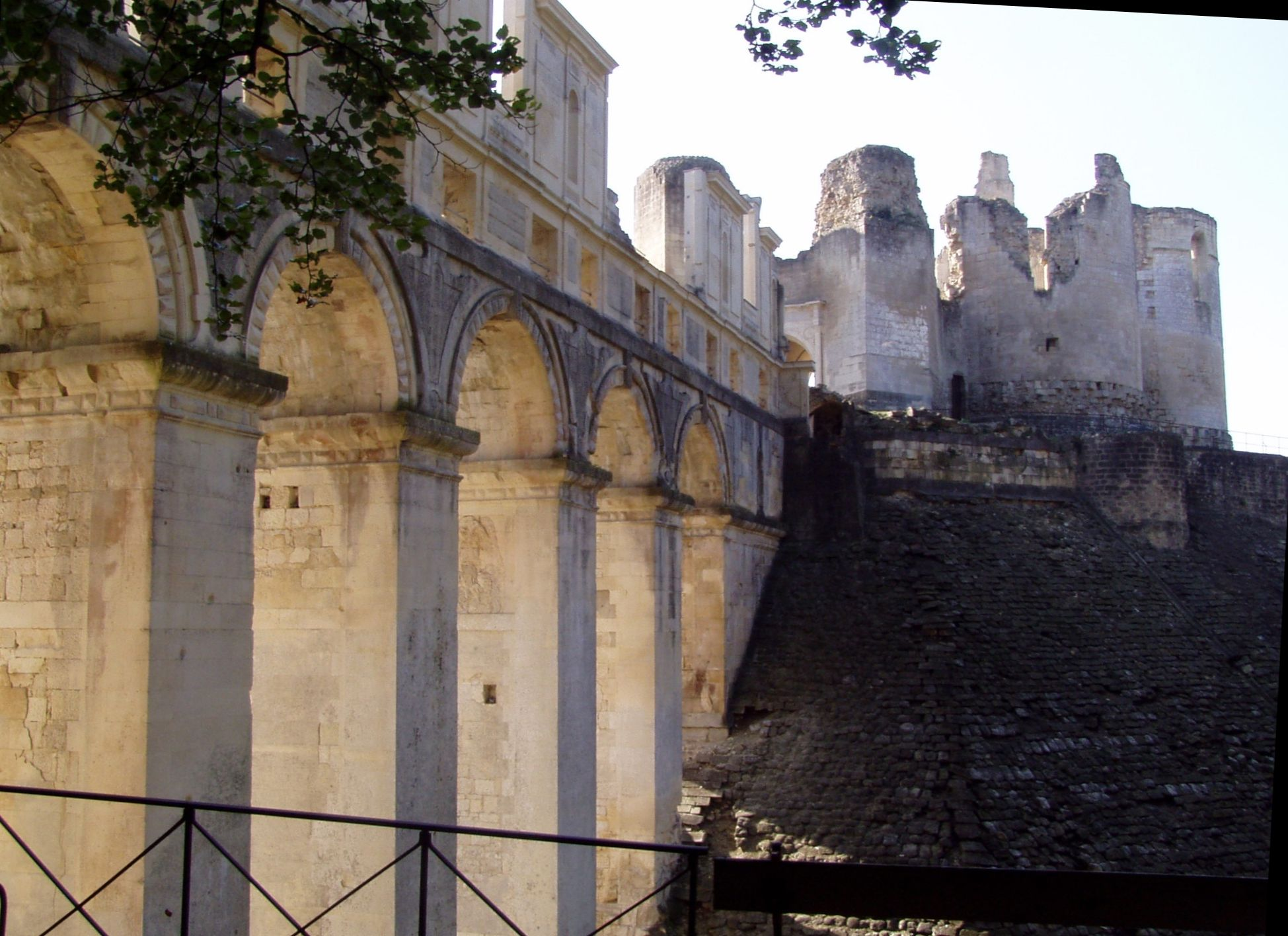
Ruinas del castillo de Fère-en-Tardenois
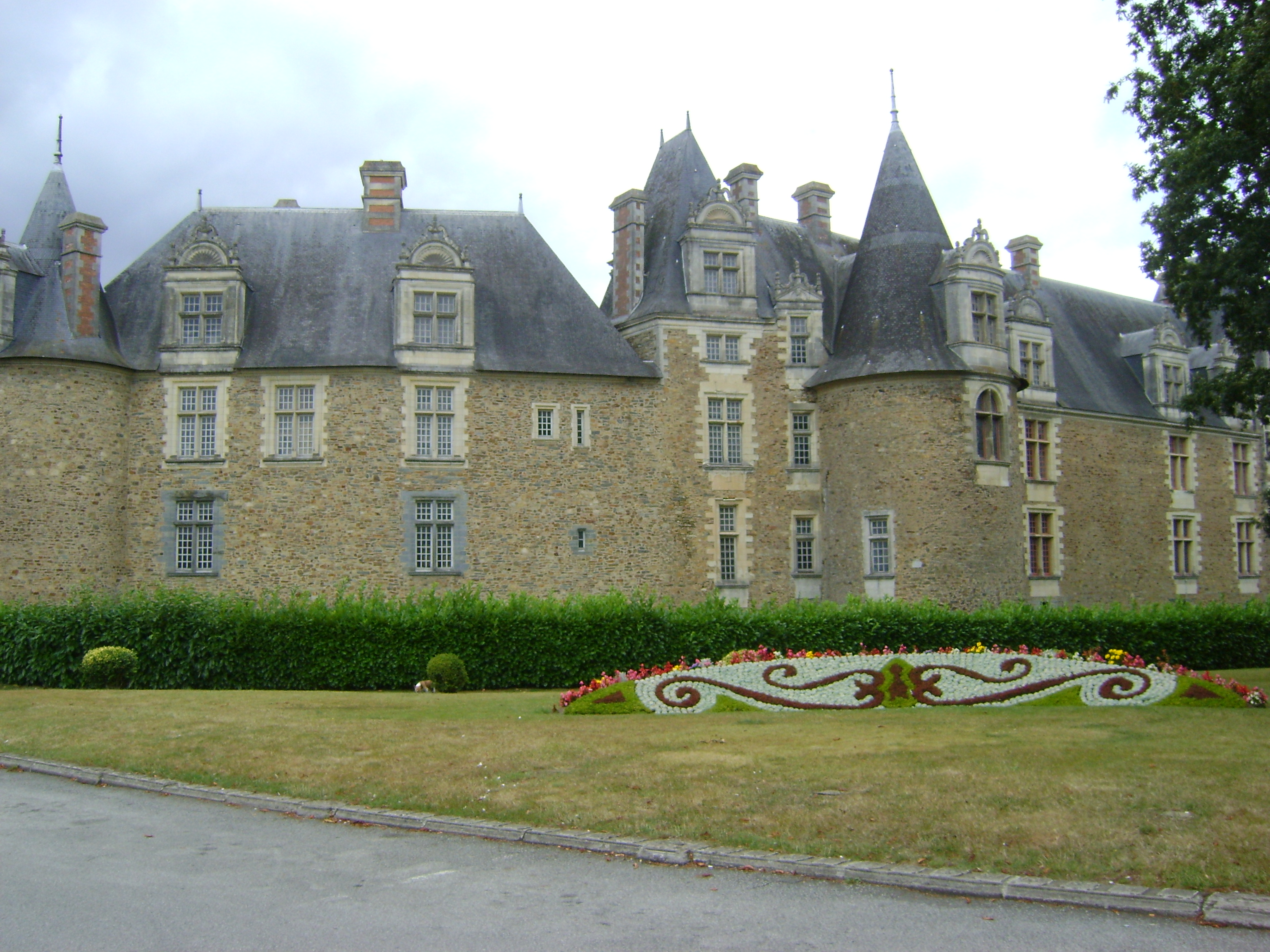
Castillo de Châteaubriant
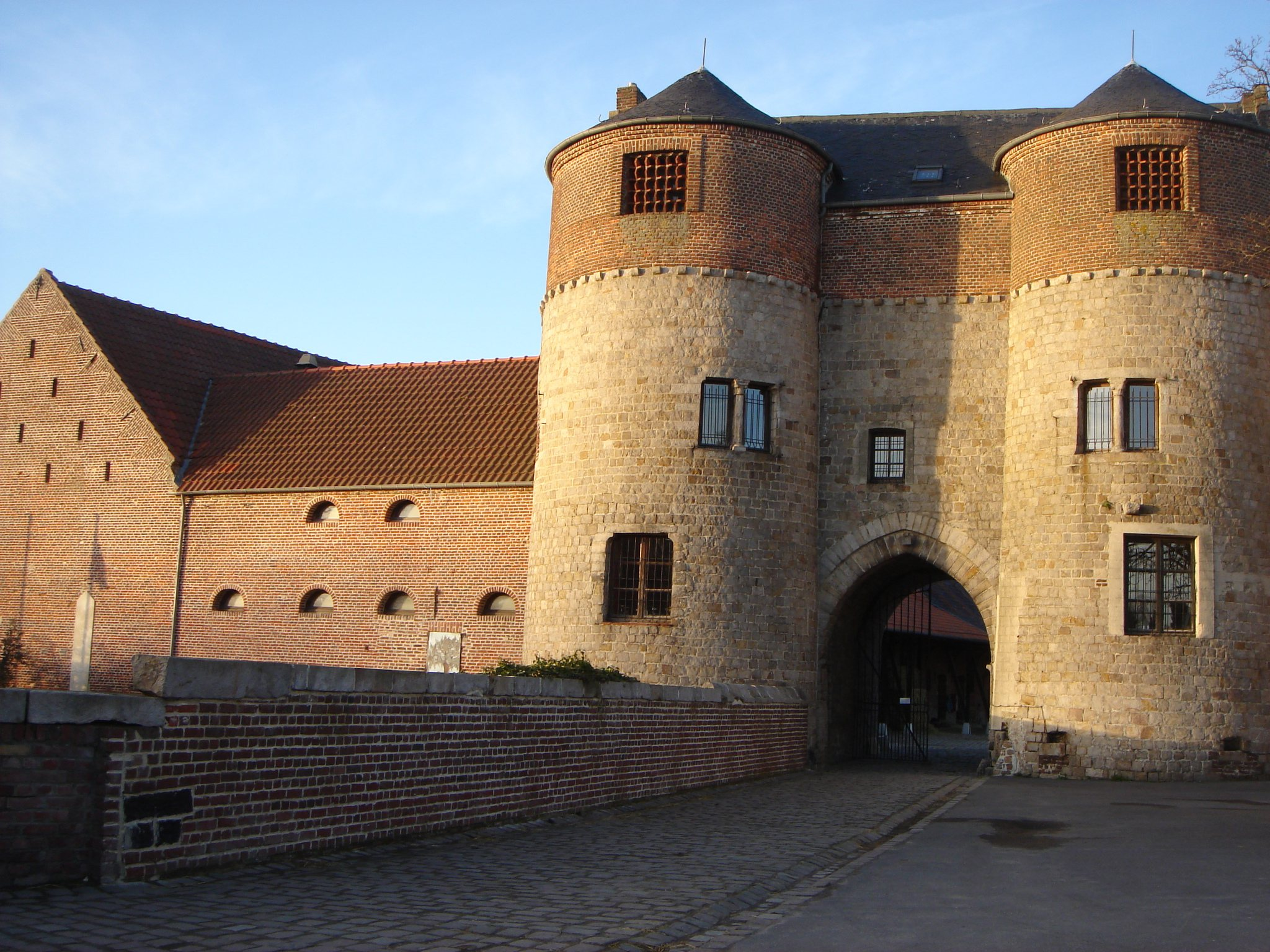
Castillo de Montigny, en Flandes
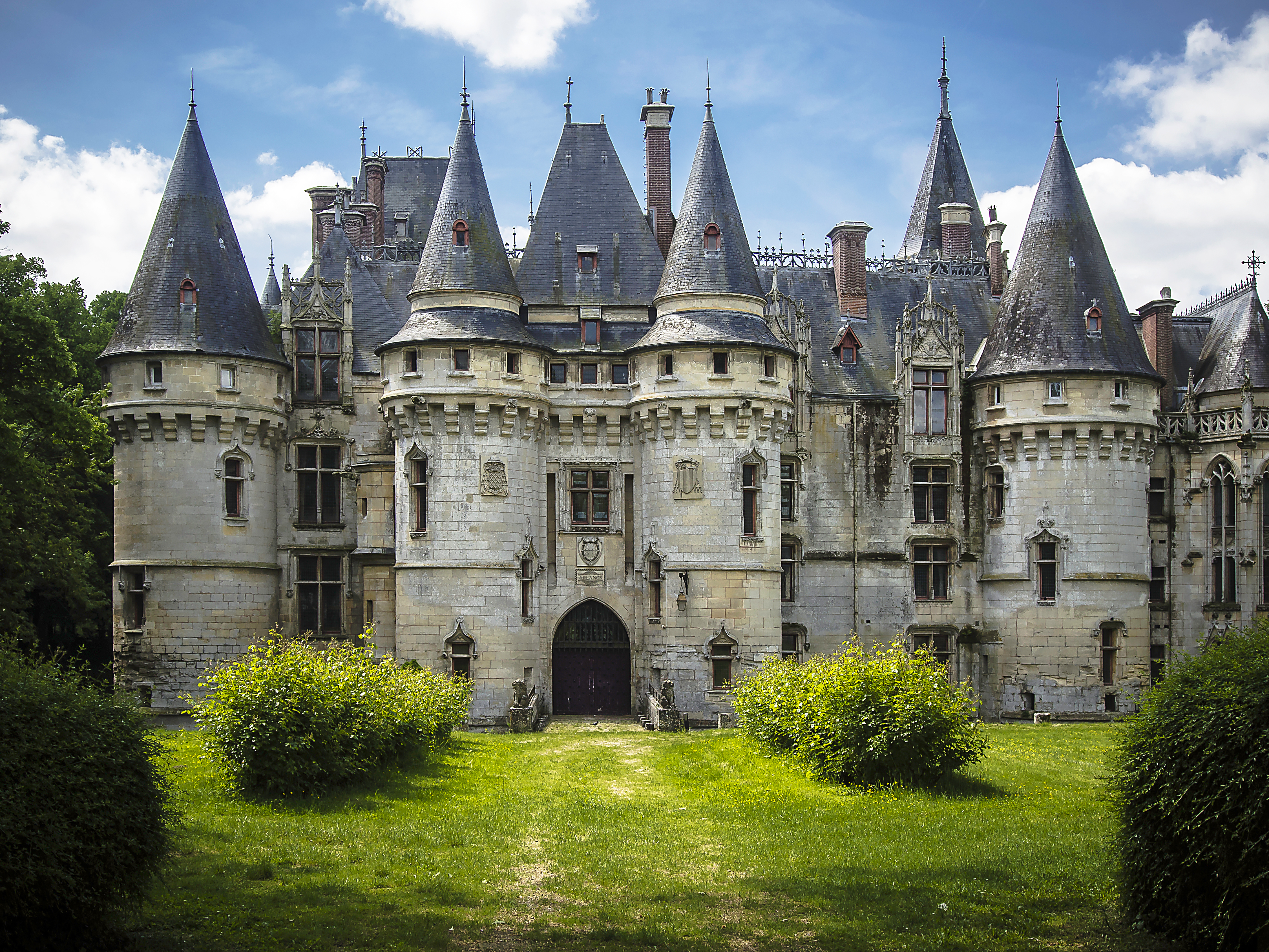
Castillo de Vigny

En el siglo XVIII el Príncipe Christian-Louis de Montmorency-Luxembourg, VI Príncipe de Tingry, Conde de Beaumont, Conde soberano de Luxe y Mariscal de Francia mandó construir el Hôtel de Matignon, actual sede del Primer ministro del Gobierno de Francia.

## Colegiata de Montmorency

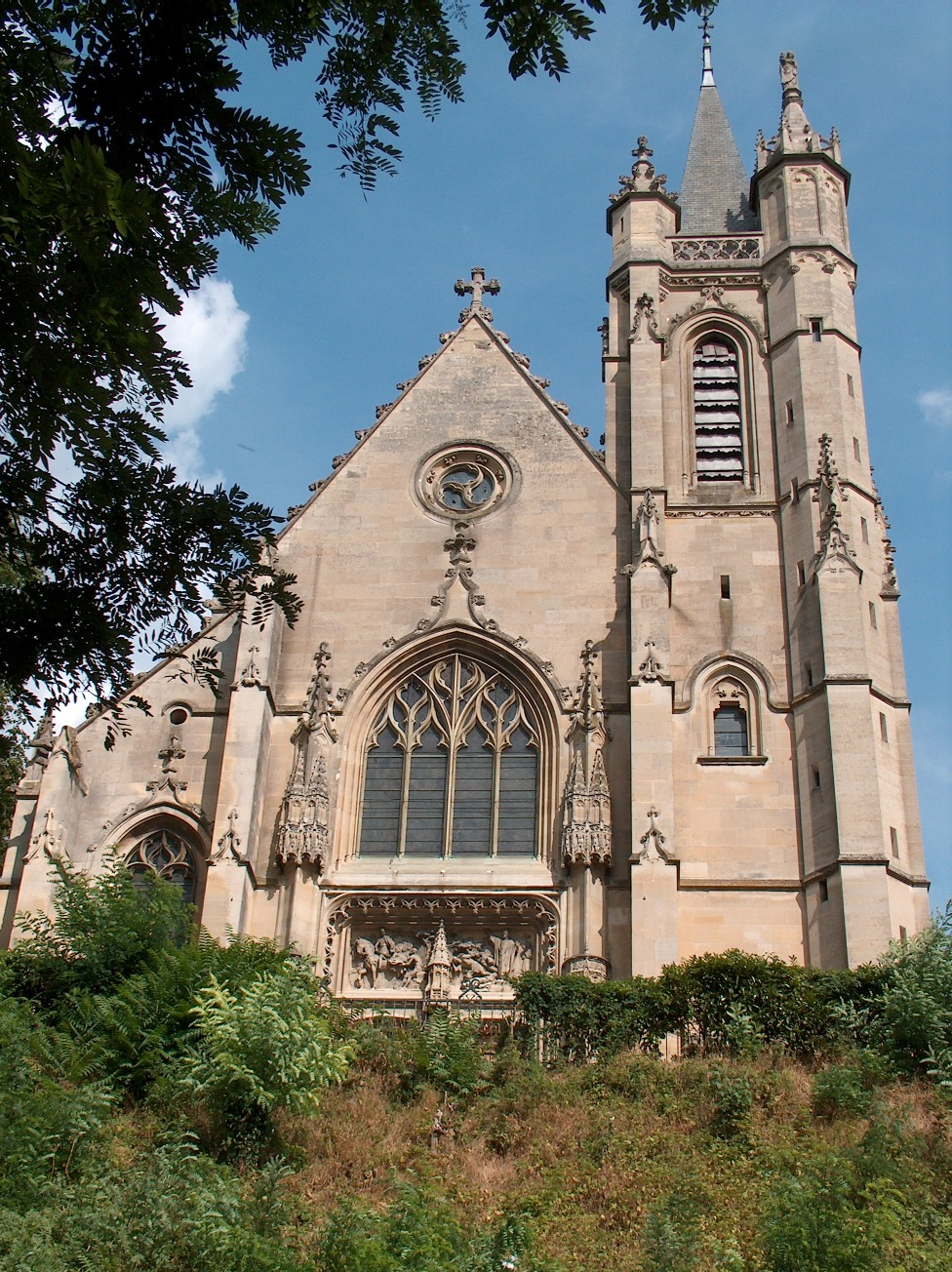
Fachada de la Colegiata de San Martín de Montmorency.

La familia construyó su propia iglesia colegiata que además sirvió de mausoleo familiar hasta la Revolución Francesa. La Colegiata de Montmorency posee soberbios vitrales.
- Datos: Q663367
- Multimedia: House of Montmorency / Q663367